# Südinseltakahe
Die Südinseltakahe (Porphyrio hochstetteri) ist eine seltene Vogelart von der Südinsel Neuseelands, die zur Familie der Rallenvögel (Rallidae) gehört.
Sie ist mit durchschnittlich 63 cm Körpergröße und durchschnittlich 2,65 kg Gewicht etwa so groß wie eine Hausgans und die größte noch lebende Ralle der Welt. Sie ist völlig flugunfähig, kann aber sehr schnell rennen.
Die Südinseltakahe galt seit 1894 als ausgestorben und wurde erst 1948 wiederentdeckt. Durch ein sehr umfangreiches und durch wissenschaftliche Untersuchungen und Öffentlichkeitsarbeit gestütztes Schutzprogramm wurde sie vor dem Aussterben bewahrt. Die Population bestand 2016 aus 306 Individuen.
Als Takahē bezeichnet man zwei einander sehr ähnliche flugunfähige Vögel Neuseelands: die rezente Südinseltakahe (Porphyrio hochstetteri) und die ausgerottete, deutlich größere Nordinseltakahe (Porphyrio mantelli). Der Name Takahe stammt aus der Sprache der Māori.

## Merkmale

### Aussehen

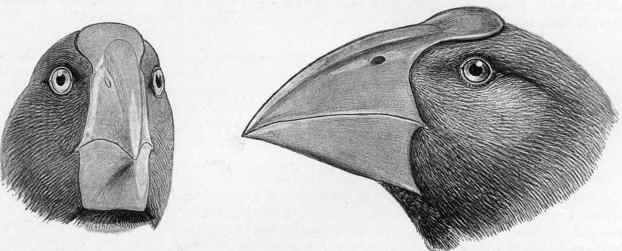
Der Schnabel ist sehr hoch aber schmal

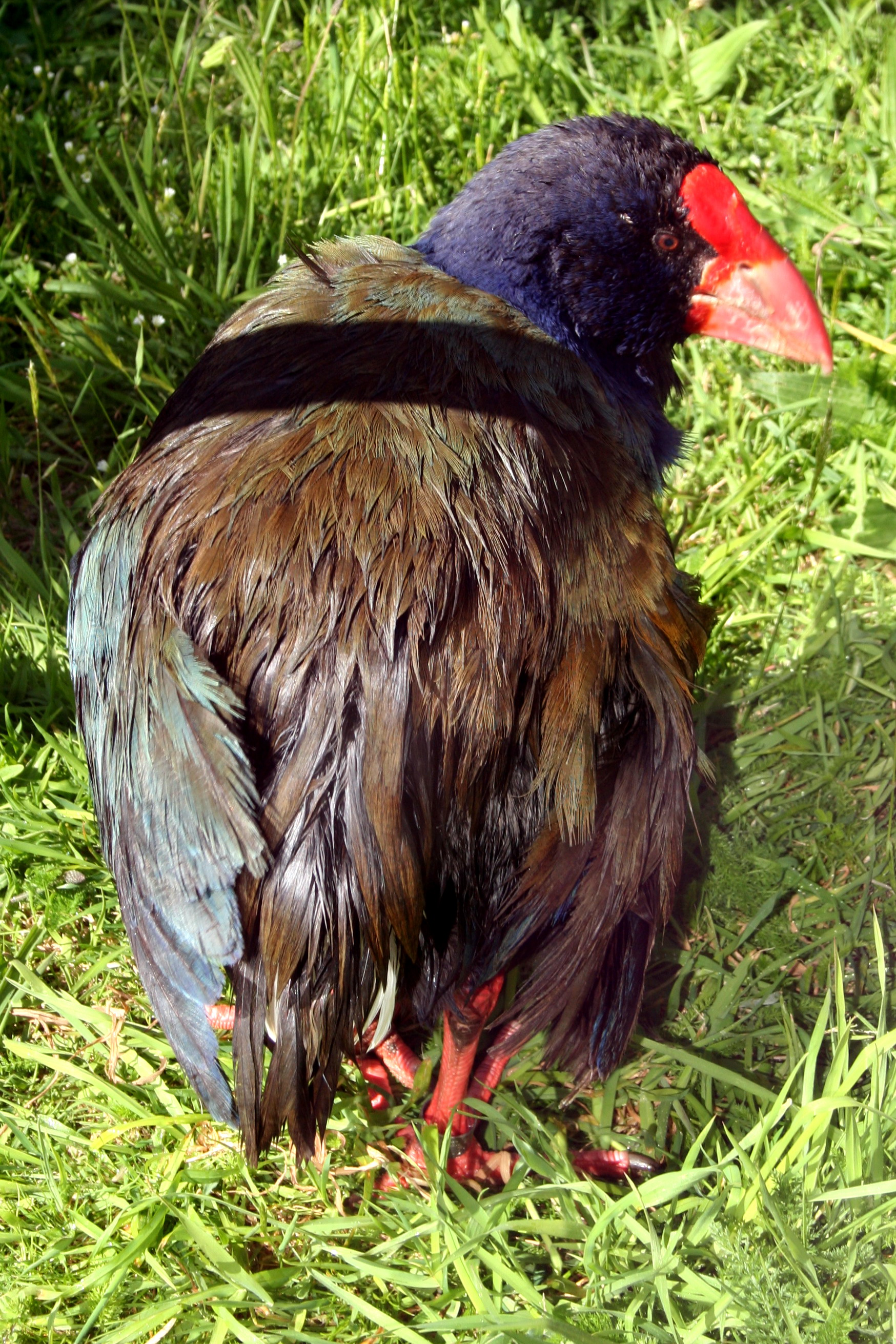
Von hinten ist die Südinseltakahe eher olivbraun

Die Südinseltakahe hat einen sehr hohen und schmalen Schnabel, mit dem sie sehr kraftvoll zubeißen kann, um die Halme ihrer Hauptnahrung, dem Tussockgras der Gattung Chionochloa, nahe am Boden abzuknipsen. Im Verhältnis zur Körpergröße ist der Schnabel mehr als anderthalbmal so hoch wie der des nahe verwandten Purpurhuhns.
Das Gefieder hat eine lockere und seidige Struktur. Die Brust hat eine dunkelblaue Farbe, die an Hals, Kopf, Hinterleib und dem befiederten Teil der Beine matter wird. Die Beine sind lachsrot. Die Federn an Rücken, die kurzen Flügel und Schwanz sind olivgrün und schimmern fast metallisch. Die Federn unter dem kurzen Schwanz sind weiß. Betrachtet man den Vogel von vorne, wirkt das Gefieder wesentlich klarer und strahlender gefärbt als von hinten. Die Augen sind rotbraun. Der große Schnabel ist rosa. Über dem Oberschnabel schließt sich eine unbefiederte rote Stirnplatte an.
Die Südinseltakahe ähnelt im Aussehen dem Purpurhuhn (Porphyrio porphyrio), hat aber leuchtendere Farben. Außerdem ist sie viel größer und kräftiger gebaut. Männchen sind mit durchschnittlich 2,65 kg (2,3–3,25 kg) größer und schwerer als Weibchen, die durchschnittlich 2,30 kg (1,85–2,60 kg) wiegen. Während der Jungenaufzucht im Dezember haben sie das geringste Gewicht. Trotz des Größenunterschieds sind die Geschlechter schwer zu unterscheiden.

### Körperbau

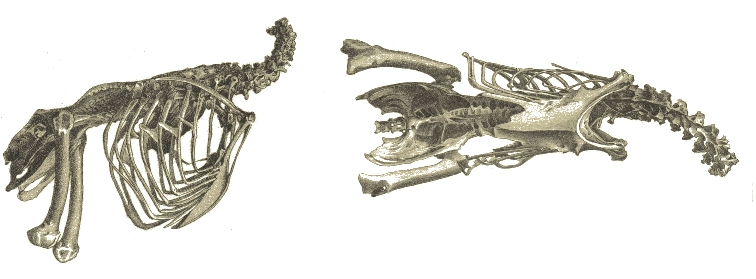
Takahenskelett

Wenn man diese vier Arten miteinander vergleicht, ist das Purpurhuhn uneingeschränkt flugfähig, während vom Tasmanischen Pfuhlhuhn über die Südinseltakahe zur Wekaralle die Rückbildungen, die zur Flugunfähigkeit führen, immer weiter fortschreiten.
Der Brustkorb ist bei der Südinseltakahe im Verhältnis zur Körpergröße kürzer als bei den anderen drei Arten. Das Brustbein ist bei der Südinseltakahe breit und flach und hat nur eine schwach ausgebildete Brustbeinleiste, an der kaum Flugmuskulatur ansetzen könnte. Ein Teil des Brustbeins ist völlig verschwunden: an der Vorderseite fehlt das Rostrum, das dem Manubrium beim Menschen entspricht. Auch die Dicke des Schlüsselbeins ist beim Purpurhuhn wesentlich größer als bei der Südinseltakahe. Das Schulterblatt und das Schlüsselbein nehmen an Größe erheblich ab.
Die Südinseltakahe hat kurze Flügel, die zum Fliegen ungeeignet, aber am Handgelenk mit einer kräftigen Kralle bewehrt sind. Dagegen nehmen Becken und Beine im Vergleich zum flugfähigen Purpurhuhn an Größe zu. Der Brustmuskel (M. pectoralis) ist bezogen auf die Körpergröße bei der Südinseltakahe deutlich kleiner als beim Purpurhuhn, während die Beinmuskeln (M. flexor cruris lateralis) deutlich länger sind.

## Ernährung

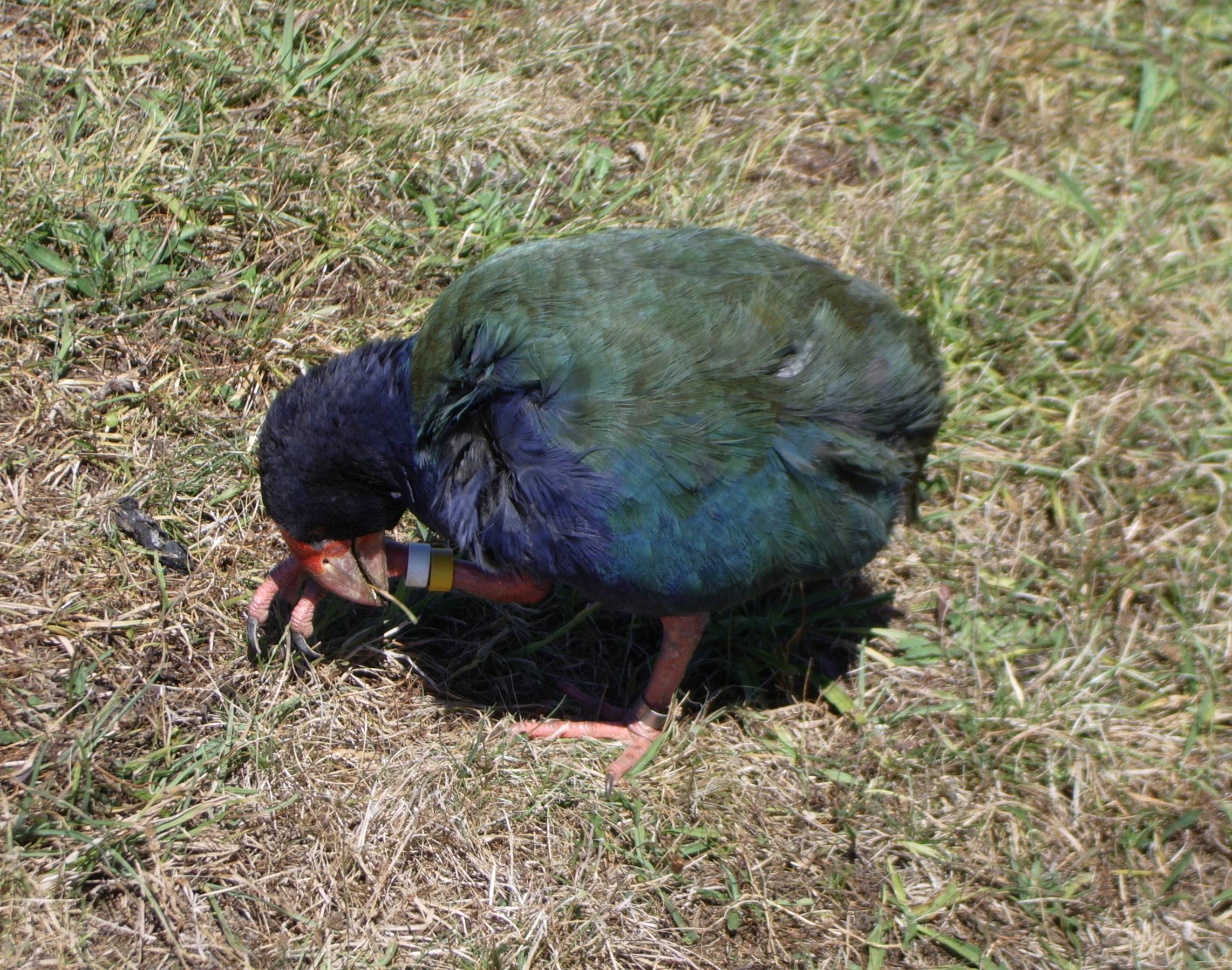
Takahe beim Fressen

Die Nahrung der wilden Südinseltakahe besteht hauptsächlich aus Gräsern und Kräutern, und die Tiere verbringen einen großen Teil des Tages damit, zu grasen. Familiengruppen der Südinseltakahen verbrachten bei einer Untersuchung etwa 70 % der Beobachtungszeit mit Fressen und Futtersuche und 30 % ihrer Zeit mit anderen Beschäftigungen wie Putzen.
Erwachsene Südinseltakahen fressen keine tierische Nahrung, füttern aber ihre Jungtiere damit, die mit der Nahrung der erwachsenen Tiere verhungern würden. Da die Jungvögel für den Aufbau körpereigenen Eiweißes einen erhöhten Bedarf an solchen Stickstoffverbindungen haben, sind Insekten in den ersten Lebensmonaten unverzichtbar.
Eine Folge dieser Ernährungsform ist die erhebliche Größe des Muskelmagens und seine große Muskelmasse bei der erwachsenen und jungen Südinseltakahe. Aufgrund ihrer nährstoffarmen Nahrung produzieren Südinseltakahen Kot von etwa 8 m Gesamtlänge pro Tag. Außerdem nehmen sie viele Steinchen (täglich 240–440 Stück, durchschnittlich 18 mm3 groß) zu sich, um die faserreiche Nahrung im Muskelmagen aufschließen zu können.
Trotzdem ist das Gras im Kot teilweise so wenig verdaut, dass man es mit nicht gefressenen Teilen der Futterpflanzen verwechseln kann. Kleinere Pflanzenfresser sind, wenn sie sich von faserreicher Nahrung ernähren, generell schlechte Futterverwerter, da Cellulose ausschließlich durch Bakterien verdaut wird, die im kürzeren Magen-Darm-Trakt kleinerer Tiere weniger Zeit haben, ihre Arbeit zu tun als bei großen Tieren. Das Moorschneehuhn ist ein vergleichbar schlechter Futterverwerter, Kanadagänse, Ringelgänse und Emus sind bessere Futterverwerter als die Südinseltakahe. Nur Zucker nimmt die Südinseltakahe gut aus der Nahrung auf. Da sie ein so schlechter Futterverwerter ist, ist die Südinseltakahe sehr wählerisch bei der Auswahl ihrer Futterpflanzen und frisst nur die nährstoffreichsten Teile eines Grashalms oder eines Krautes.

### Ernährung in den Murchison Mountains

#### Sommernahrung: Bültengräser und Celmisia

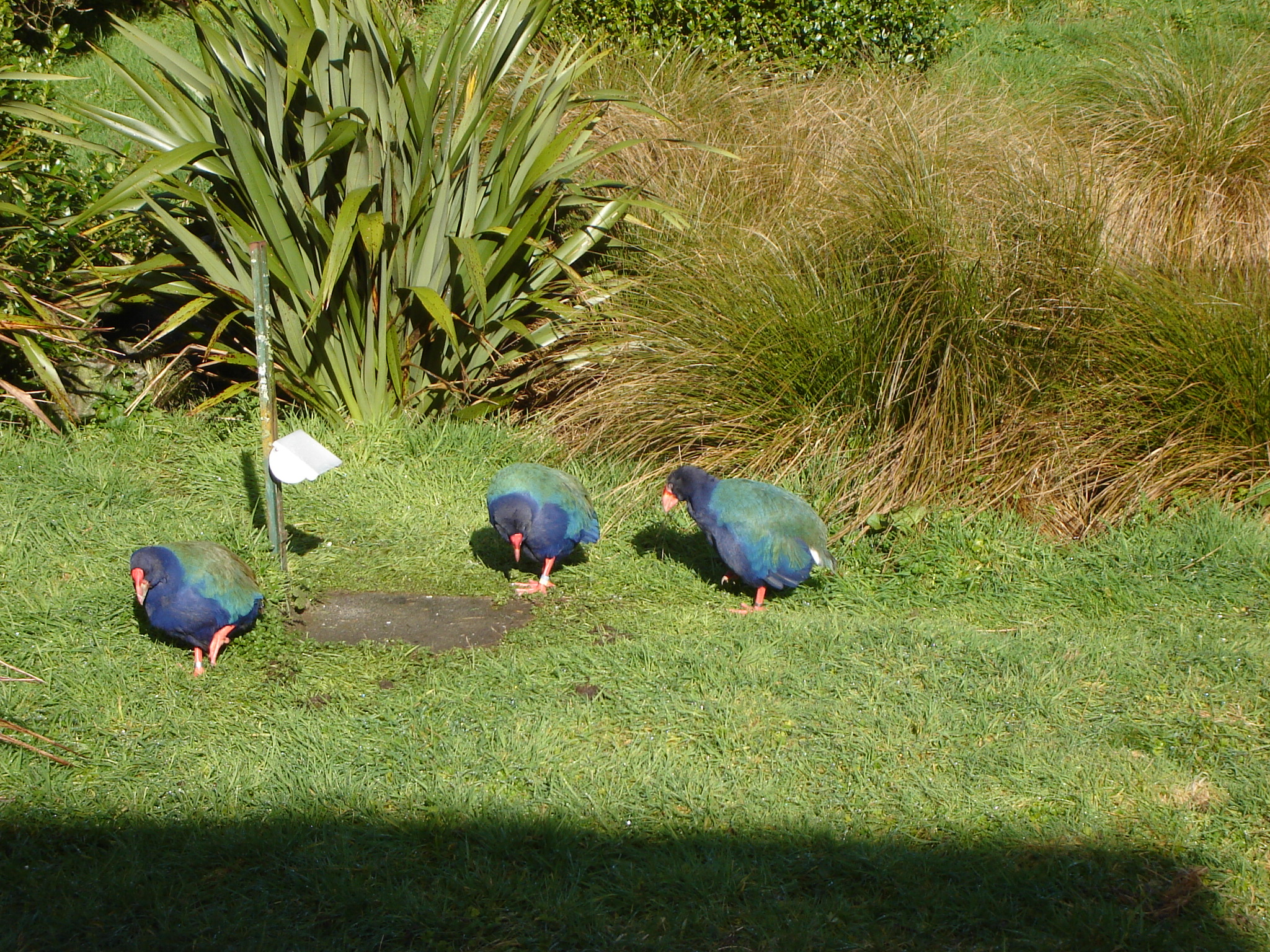
Takahen in Mount Bruce - Bei dem übergroßen Grasbüschel rechts im Hintergrund handelt es sich um eine Bültengrasart

Die Südinseltakahen in den Murchison Mountains, einem Teil des Fiordland-Nationalparks, verbringen die schneefreie Zeit in den alpinen Bültengraswiesen zwischen 1110 m und 1430 m Höhe. Obwohl es dort und in den nahe gelegenen Bergwäldern etwa 250 Pflanzenarten gibt, die als Futter in Frage kommen könnten, besteht die Sommernahrung der Südinseltakahen von Oktober bis Januar überwiegend aus drei Arten der für Neuseeland typischen Büschel-, Tussock- oder Bültengräser und den Blattbasen von Celmisia petriei, die zu den Korbblütengewächsen zählt.
Von jedem Grashalm fressen Südinseltakahen nur die wasser- und nährstoffreiche Wachstumszone an der Stängelbasis. Je nährstoffreicher der Halm ist, desto mehr fressen sie davon. Mit ihrem kraftvollen Schnabel beißen sie den Halm an der Verbindung zwischen Stängel und Halm ab, fressen die unteren 1–2 cm des Halms und verschmähen den Rest. Dazu ist bei den Tussockgräsern eine so große Kraft nötig, dass ein kleinerer Vogel nicht fähig wäre, an diesen nährstoffreichsten Teil heranzukommen. Die Jungvögel sind deshalb die ersten drei Monate auf die Hilfe der Eltern angewiesen.
Bevor ein Vogel längere Zeit an einer Bültengras-Pflanze (sie werden bis zu 2,5 m hoch) frisst, probiert er viele Pflanzen der Umgebung und wählt seine Nahrung nach deren Nährstoffgehalt aus. Während des Jahres wechselt dann die Vorliebe für bestimmte Pflanzen: Im Frühjahr und Frühsommer fressen sie eher stickstoff- und phosphorreiche Pflanzen, im Spätsommer und Herbst wählen sie eher kohlenhydratreiche Nahrung. Die Rangfolge in der Präferenz ist: Chionochloa pallens > C. flavescens > C. crassiuscula > C. teretifolia. In November und Dezember mögen Südinseltakahen C. flavescens lieber als C. pallens, anschließend kehrt sich die Reihenfolge bis zum April um. C. rigida gehört vom Nährwert in eine vergleichbare Kategorie wie C. crassiuscula, Rotes Tussockgras (C. rubra) hat den geringsten Nährwert, und Südinseltakahen, denen in ihrem Revier fast nur dieses Gras als Sommernahrung zur Verfügung steht, sind deutlich leichter und haben im Winter deutlich schlechtere Überlebenschancen als Vögel, die nährstoffreichere Arten fressen konnten. Südinseltakahen wurden noch nie dabei beobachtet, dass sie C. acicularis fraßen und sind in den feuchteren Gebieten im Westen ihres Verbreitungsgebietes im Fiordland, wo es das häufigste Tussockgras ist, sehr selten.
Tussockgräser wie C. teretifolia und C. acicularis, die auf älteren, schlecht entwässerten Böden leben, werden selten oder nie gefressen. Vögel mit einem deutlich schwächeren Schnabel als die Südinseltakahe könnten die langsam wachsenden Tussockgräser nur fressen, indem sie die Pflanze ausgraben und sie dadurch zerstören. Auch grasende Hirsche bringen die Pflanze zum Absterben, wenn sie davon fressen. Dagegen gefährdet die Südinseltakahe mit ihrer Erntetechnik die Pflanze nicht, da sich die Halmbasen regenerieren.
Takahen fressen die Basis der jungen Blätter der Celmisia-Arten, die zu den Asteraceae unter den Korbblütengewächsen zählen. Die Blattbasis von Celmisia petriei ist besonders reich an Kalzium und Zucker und deshalb beliebt.
Wenn die Samen verschiedener kleinerer Gräser im Herbst (Januar bis März) reifen, werden sie ebenfalls von den Südinseltakahen gefressen. Das trifft auch für die Samen von C. pallens und anderen Tussockgräsern zu, das aber nur etwa alle drei Jahre blüht und fruchtet und dann eine wichtige Nahrungsquelle ist.

#### Winternahrung: Der FarnHypolepis millefoliumund seine Ergänzung durch andere Pflanzen
Im Winter sind die alpinen Wiesen gewöhnlich mindestens zwei Monate lang mit einer bis zu einem Meter dicken Schneeschicht bedeckt. Lange wurde angenommen, dass Südinseltakahen deshalb in tiefere Lagen abwandern und in den Wäldern an den Seeufern des Fiordlands überwintern. Durch Telemetrie wurde inzwischen nachgewiesen, dass sie überwiegend in der Strauchzone an oder knapp oberhalb der Waldgrenze überwintern und sich dort vom sommergrünen Farn Hypolepis millefolium ernähren, ergänzt durch Chionochloa-Arten und andere Gräser und Kräuter. Auch hier leben sie von Pflanzen, die auf jungen nährstoffreichen Böden wachsen.
Die Rhizome und Stängel des Farns Hypolepis millefolium, der zu den Tüpfelfarnartigen zählt, werden in Fiordland vom späten April (südlicher Spätherbst) bis zum späten September (früher Frühling) gefressen und bildet dort mit 60–80 % Nahrungsanteil ihr wichtigstes Winterfutter. In dieser Zeit haben die Rhizome des Farnes auch ihren höchsten Stärkegehalt. Dieser liegt dann bei etwa 20 % des Trockengewichtes. Der Farn ist damit eine der wenigen guten Kohlenhydratquellen, die verfügbar sind. Die Rhizome werden von der Südinseltakahe auch vollständiger verdaut als die Stängel von Gräsern, wie man an dem zu dieser Zeit feinkörnig schwärzlichem Kot erkennen kann. Da Südinseltakahen durch die Kälte im Winter mehr Energie brauchen, um ihre Körpertemperatur zu halten, ist der Stärkegehalt zu dieser Jahreszeit wichtiger als der Gehalt an sonstigen Nährstoffen. Südinseltakahen graben die Rhizome des Farns mit dem Schnabel aus und ziehen sie aus der Erde.
Während die Hypolepis-Rhizome eine gute Quelle für Stärke, Stickstoff und Phosphor sind, enthalten sie andere Nährstoffe nicht in ausreichender Menge. Deshalb wird eine Ergänzung des Winterfutters durch andere Pflanzen, wie einige Waldgräser (z. B. Chionochloa conspicua), Sauergrasgewächse (Uncinia affinus, U. clavata, Carex coriacea) und Binsen (Juncus gregiflorus), notwendig. Die Wald-Bültengrasart Chionochloa conspicua und die Seggenart Carex coriacea enthalten viel Phosphor, Magnesium und Kalium. Carex coriacea enthält außerdem viel Stickstoff, lösliche Zucker und Fette. Die Binsenart (Juncus gregiflorus) enthält relativ viel lösliche Zucker und Natrium. Außerdem werden Fungus gregiflorus und die Blattansätze von Schoenus pauciflorus gefressen.
Die Vielfalt der Nahrungspflanzen und ihre Häufigkeit nimmt in der Krautschicht vom Uferwald am Fuße der Murchison Mountains gegen Osten hin ab. Das ist entweder auf die unterschiedliche Dichte der Hirschpopulation zurückzuführen oder auf die langsamere Erholung des trockeneren Ostens nach der Überweidung durch Hirsche. Außerdem gefriert der Boden dort tiefer, was ein Ausgraben der Farnwurzeln erschwert. Das ist neben der schlechteren Nahrungsqualität von Chionochloa rubra im Vergleich zu den anderen Chionochloa-Arten vermutlich mit ein Grund dafür, dass Südinseltakahen im Osten ihres Verbreitungsgebietes geringere Gewichte und Überlebensraten haben. Dies dürfte auch den verminderten Bruterfolg durch geringere Eigrößen im Folgejahr verursachen.

### Ernährung auf den raubtierfreien Inseln
Bevor Menschen nach Neuseeland kamen, lebte die Südinseltakahe auch in tieferen Lagen Neuseelands. Unzweifelhaft ernährte sie sich dort von anderen Gräsern und Kräutern, als sie es heute in den Murchison Mountains tut. Wie ihre Ernährung damals beschaffen war, kann man heute anhand dessen einschätzen, was Südinseltakahen auf den raubtierfreien Inseln fressen, wo sie ausgesetzt wurden.
Da die hauptsächliche Sommernahrung der Südinseltakahen in den Murchison Mountains aus einigen Tussockgräsern, die normalerweise nur über der Baumgrenze wachsen, besteht, wurde befürchtet, dass der Vogel auf den Inseln keine angemessene Nahrung finden könnte. Diese Sorge erwies sie jedoch als unbegründet, da die Südinseltakahe dort andere Grassorten (Poa, Dactylis) und Klee frisst und sie ihr teilweise sogar eine bessere Futtergrundlage bieten.
Auf Mana werden viele Wiesen durch Trespen dominiert. Die Samen dieser Pflanzen stellten in einer Untersuchung das Hauptfutter für die Südinseltakahe (72,5 %). Auf Kapiti Island waren die weichen Halme einiger Arten mit kleineren Samen (wie z. B. Poa sp.) ihre Hauptnahrung (61,1 %). Auf beiden Inseln taucht Klee häufig als Komponente des Futters auf. Im Gegensatz zum Purpurhuhn fressen erwachsene Südinseltakahen keine Insekten und andere Wirbellose, füttern aber ihre Jungtiere damit.

## Lebensweise

### Lebensraum und Revierverhalten
Südinseltakahen besetzen Reviere von 0,8–80 ha Größe und verteidigen sie aggressiv gegen Eindringlinge. Auf den Inseln sind es durchschnittlich von 0,8–2,1 ha bei Zufütterung und 4–34 ha, wenn die Tiere sich selbst versorgen mussten. Im Fiordland waren die Reviere oft wesentlich größer und konnten bis zu 80 ha umfassen. Paare bleiben das ganze Leben zusammen, und die Reviere bleiben, so lange das Paar bestehen bleibt, in Besitz desselben Brutpaares. Während der Brut werden nur etwa 0,5 ha um das Nest herum genutzt. Sobald die Jungtiere selbstständig sind, werden Reviere nicht mehr so aggressiv verteidigt, und es kommt vor, dass Südinseltakahen auf benachbarten Revieren zu beobachten sind. In den Murchison Mountains, einem Teil des Fiordland-Nationalparks, wandern sie manchmal im Winter in geringere Höhenlagen am Ufer des Sees von Te Anau, wo weniger Schnee liegt.
Takahen brauchen Lebensräume, die sowohl ausreichend Gras als Futter als auch genug Büsche als Deckung vor Greifvögeln bieten und stark gegliedert sind. Weder geschlossener Hochwald noch offenes Grasland sind geeignete Lebensräume. Außerdem benötigen sie frisches Wasser in der Nähe des Nistplatzes und halten sich auch gerne in Sümpfen auf. Die Größe des Reviers hängt davon ab, wie groß der Anteil von Bereichen mit einem Mosaik aus Gras und Gebüsch im Revier ist. Außerdem spielt der Nährwert der dort vorhandenen Futterpflanzen eine Rolle.
Es wurde angenommen, dass die Südinseltakahe eigentlich ein Vogel des Gebirges sei, der nur im Winter durch den Schnee in tiefere Lagen abgedrängt wurde, wo die bekannten Museumsexemplare geschossen wurden. Tatsächlich scheint sie aber durch menschliche Jagd und Raubtiere in Lebensräume wie die Murchison Mountains abgedrängt worden zu sein, die ihm eine eher schlechte Lebensgrundlage bieten, während die raubtierfreien Inseln, auf denen sie ausgesiedelt wurde, wesentlich geeignetere Nahrung bieten, wie die unterschiedlichen Reviergrößen anzeigen. Die Forschungsergebnisse zur Reviergröße ohne Zufütterung legen ebenfalls nahe, dass die Habitatqualität auf der Mana-, Maud- und Kapiti-Insel (durchschnittlich 2,8 sowie 8 und 5,5 ha) besser ist als auf Tiritiri Matangi (ohne Zufütterung durchschnittlich 25 ha).
Das Höchstalter, das Südinseltakahen erreichen können, ist nicht genau bekannt. Einige Exemplare wurden in Freiheit jedoch über 14 Jahre alt.

### Fressfeinde

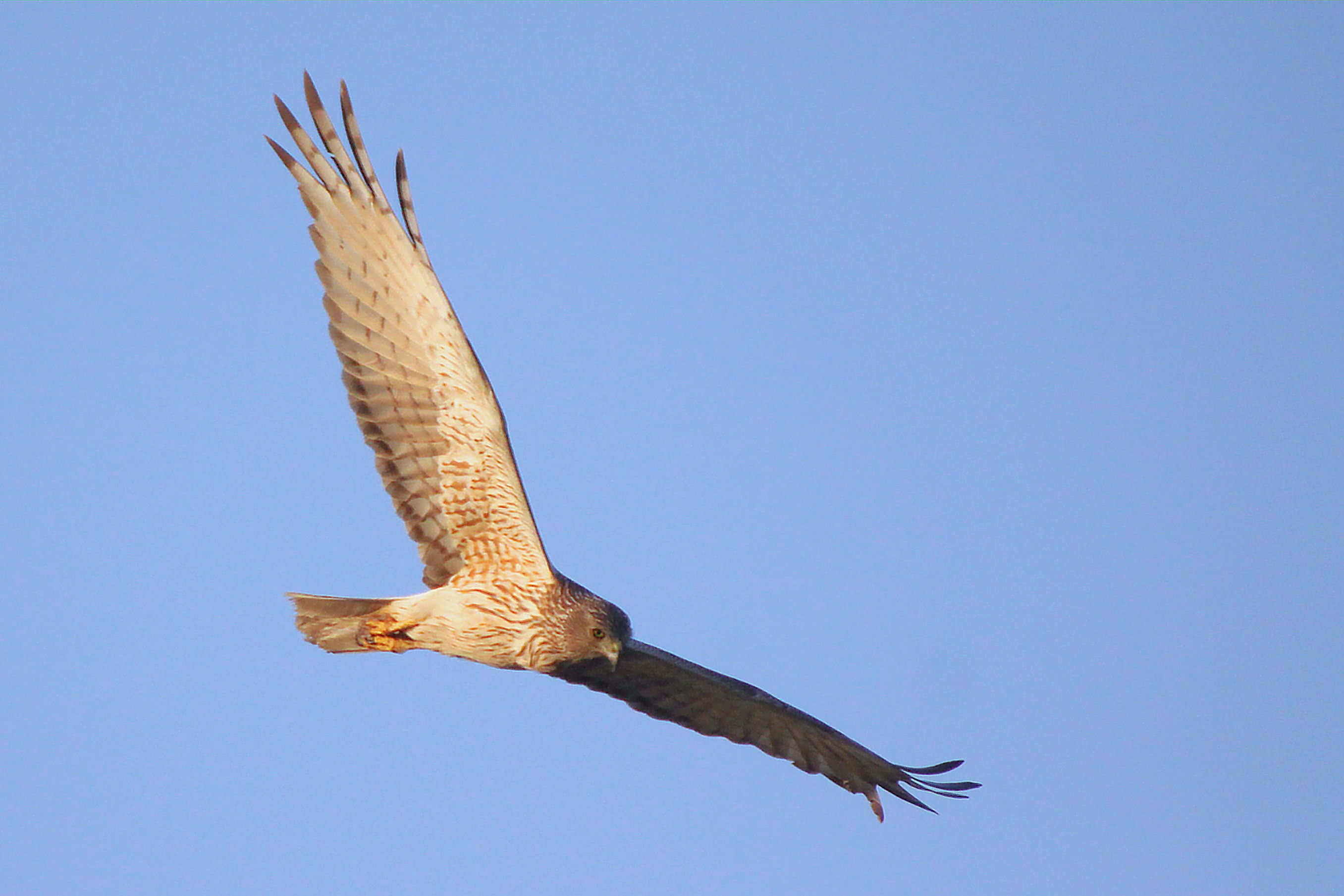
Sumpfweihe

Zu den natürlichen Feinden der Südinseltakahen zählt die Sumpfweihe (Circus approximans), die mehrfach dabei beobachtet wurde, wie sie erfolglos eine Südinseltakahe zu schlagen versuchte. Bisher ist, da die Südinseltakahe sehr selten ist, nur ein Fall bekannt, in dem die Weihe damit auch Erfolg hatte.
Die einzelnen Bereiche im Revier werden in Abhängigkeit vom Nahrungsbedarf und der Bedrohung durch Greifvögel jahreszeitlich unterschiedlich genutzt. Wälder werden gemieden, da sie zu wenig Futterpflanzen enthalten. Nur wenn im Frühjahr die Küken klein sind, werden sie öfter genutzt, um dort für die Kleinen Insekten zu fangen. Offenes Grasland wird möglichst gemieden, da dort die Bedrohung durch Greifvögel besonders groß ist. Küken blieben in gemischten Habitaten aus Gras und Gebüsch oft in Deckung, während die weniger gefährdeten Eltern für sie Futter sammelten. Bei höherer Populationsdichte wird wegen Nahrungsmangel offenes Grasland häufiger zur Futtersuche aufgesucht, was die Gefahr durch Greifvögel erhöht.
Ein weiterer natürlicher Feind ist die ebenfalls flugunfähige Wekaralle. Es ist bekannt, dass Wekas im Fiordland Eier und junge Küken der Südinseltakahe fressen. Das ist offensichtlich kein angeborenes, sondern ein erlerntes Verhalten, denn auf Kapiti, einer der raubtierfreien Inseln, wo die Südinseltakahen neu eingeführt wurden, wurde kein einziger derartiger Fall bekannt, während sie das anderswo durchaus tun.
Hermeline wurden erst durch Menschen eingeschleppt. Sie sind von den bekannten Feinden der Südinseltakahe die größte Bedrohung. Sie wurden dabei beobachtet, wie sie erwachsene Südinseltakahen jagten, jedoch zeigen Radiotelemetriestudien, dass sie für erwachsene Takahen kaum eine Bedrohung darstellen. Wie groß die Gefahr für Jungtiere ist, ist nicht vollständig bekannt, wahrscheinlich sind sie jedoch stärker gefährdet. Die Südinseltakahe reagiert weit weniger auf Bodenfeinde als ihr nächster Verwandter, das Purpurhuhn. Auch gegenüber Menschen zeigt sie wesentlich weniger Angst. Es handelt sich hierbei um eine schwach ausgeprägte Inselzahmheit ausschließlich gegenüber Bodenfeinden, da es in Neuseeland ursprünglich Greifvögel aller Größen gab.

### Fortpflanzung und Jungenaufzucht

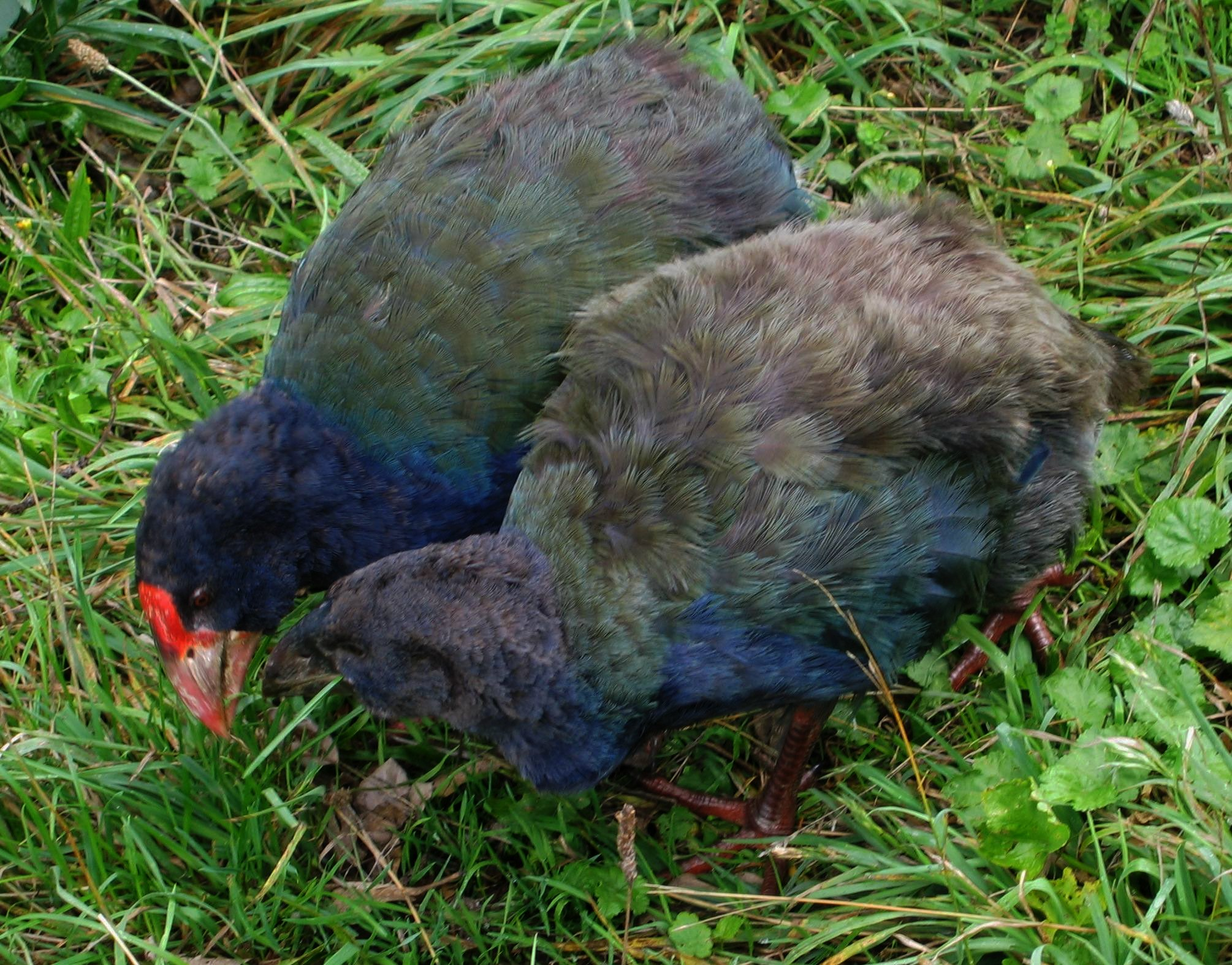
Takahe füttert ein Jungtier mit einem Grasstängel, das, wie man am grauen Schnabel und am schon gewechselten Gefieder erkennen kann, etwa einen Monat alt ist

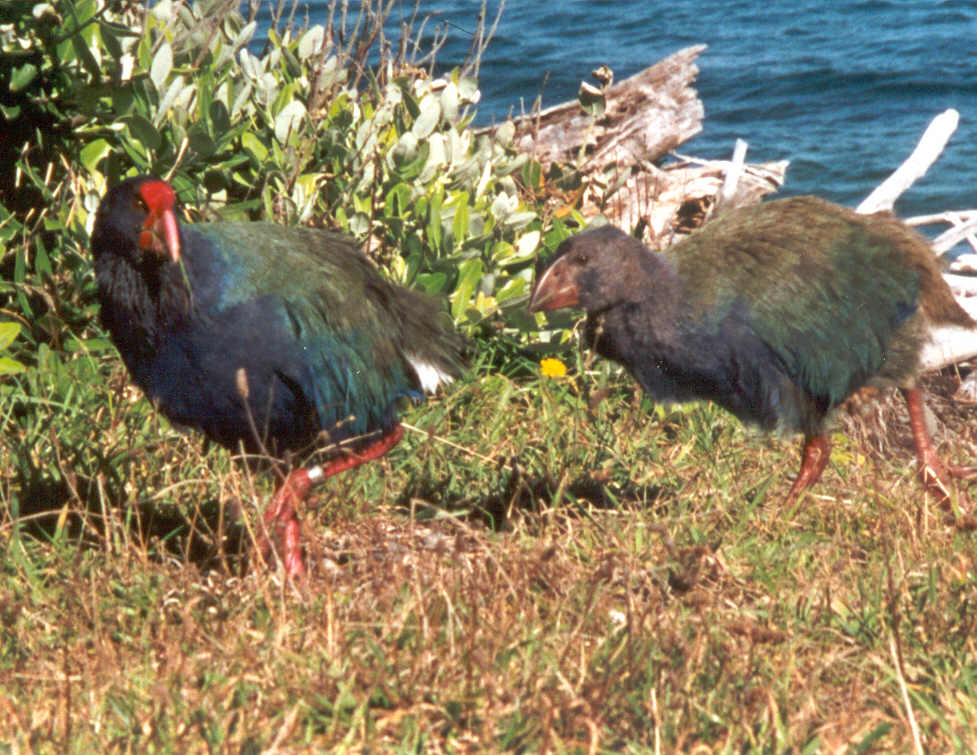
Diese junge Südinseltakahe (rechtes Tier) ist schon älter, wie man am roten Schimmer des Schnabels erkennen kann

Südinseltakahen leben in Einehe und sind genetisch monogam. Wenn ein Tier einmal einen Partner gefunden hat, bleibt es mit ihm zusammen, bis einer der Vögel tot ist. Südinseltakahen zählen zu den wenigen Vögeln, bei denen nicht nur die Paarbindung über Jahre hinweg bestehen bleibt, sondern die sich auch nicht mit Tieren paaren, mit denen kein Paarband besteht (Genetische Monogamie).
Vor der Begattung wird gebalzt. Eine vollständige Balzsequenz wäre folgendermaßen: Zuerst rufen die Vögel abwechselnd. Dann rennen sie aufeinander zu und bleiben dicht voreinander stehen, den Hals nach oben gestreckt. Dann umkreisen sie einander und picken nach dem Hals des Partners. Dann wendet sich das Weibchen vom Männchen ab, breitet seine Flügel aus und senkt den Kopf. Gegenseitiges Putzen, Kopulation. Während einer Balzsequenz wird oft nur ein Teil dieser Verhaltensweisen gezeigt.
Vögel brüten frühestens im Alter von einem Jahr, meist aber erst mit über zwei oder drei Jahren. Bei den bekannten Fällen von einjährigen Vögeln, die gebrütet haben, schlüpften keine Jungtiere aus den Eiern, auch zweijährige sind wahrscheinlich noch weniger erfolgreich als voll ausgewachsene Vögel. Einen erheblichen Einfluss auf die Häufigkeit von Bruten und den Bruterfolg hat das Wetter und die zur Verfügung stehende Nahrung. Nach schweren Wintern sterben in den Murchison Mountains sowohl viele Altvögel als auch viele Jungtiere. Kaltes und stürmisches Wetter während der Brut verringert den Bruterfolg. In schlechten Jahren brüten auch Paare, die ein Revier besitzen und schon erfolgreich gebrütet haben, nicht. Die Zahl der erfolgreich brütenden Paare in guten Jahren ist oft viermal so hoch wie in schlechten Jahren.
Zum Nestbau wird ein Platz in der Nähe des Wassers gesucht, an dem Arten wie Neuseeländer Flachs oder Tussockgräser eine gute Deckung bieten. Das Nest wird von beiden Tieren gebaut. Südinseltakahen bauen oft mehrere Nester, bevor sie in eines davon ihre Eier legen. Das Weibchen legt nur ein bis zwei Eier pro Gelege (Durchschnitt 1,78), selten treten auch Nester mit 3 bis 4 Eiern auf. 39–75 % der Eier erweisen sich als unfruchtbar.
Während der Brut beobachtet man nie beide Elternvögel gemeinsam bei der Futtersuche, während das Paar außerhalb der Brutzeit immer dicht beieinander bleibt. Deshalb wird angenommen, dass beide Elternvögel sich beim Brüten abwechseln. Weibchen brüten häufiger tags während Männchen häufiger nachts diese Aufgabe übernehmen. Jungtiere des Vorjahres helfen manchmal den Eltern beim Brüten.
Wenn aus einem Gelege keine Jungtiere schlüpfen, legen die Eltern 4,5–8,5 Wochen nach dem ersten ein zweites, manchmal auch noch ein drittes Gelege. Die Zeit mag unter natürlichen Bedingungen länger sein, da bei den Beobachtungen unbefruchtete Eier herausgenommen und das Nest nicht zerstört wurde, damit die Vögel möglichst wenig Zeit bis zur nächsten Brut verlieren.
Die Jungenaufzucht findet im Sommer statt. Küken, die weniger als eine Woche alt sind, wiegen um die 100 g. Sie haben beim Schlüpfen einen Eizahn und an jedem Flügel eine 3 mm lange Kralle. Ihr schwarzes Gefieder wirkt fast wie Fell. Der Schnabel ist schwarz mit weißem Rand. Die Beine sind dunkel mit purpurnem Anflug. Im Alter von etwa einem Monat bekommt das Küken sein Jugendgefieder, das dem des erwachsenen Tieres ähnelt, aber matter gefärbt ist. Der Kamm und der Schnabel sind fast schwarz, nur die obere Schnabelspitze ist etwas heller. Beine und Füße sind hornfarben. In diesem Alter wiegt es etwa 440 g. Bald darauf findet eine weitere Mauser statt, bei der aber nur ein Teil der Federn gewechselt wird. Die Farben des Gefieders sind nun deutlicher zu erkennen, aber immer noch blasser als beim erwachsenen Vogel. Beine, Kamm und Schnabel beginnen rot zu werden. Auch das darauf folgende erste Sommergefieder der einjährigen Vögel ist noch ein wenig blasser als das der erwachsenen Tiere.
Takahen sind Nestflüchter. Beide Eltern kümmern sich intensiv um die Jungen, halten ständig über Rufe Kontakt und entfernen sich nie weit von ihnen. Sie füttern die Jungtiere mit pflanzlicher Nahrung. Daneben jagen sie für ihre Jungtiere Insekten und andere Wirbellose, die sie selbst nicht fressen. Manchmal sind es auch Mäuse oder kleine Reptilien.
Wenn die Küken noch jung sind, verbringen die Eltern viel Zeit damit, im Wald Wirbellose zu suchen und sie an ihre Jungen zu verfüttern. Sind die Küken bis zu zwei Monate alt, fressen sie ausschließlich tierische Nahrung. Im Alter von zwei bis drei Monaten beginnen die Eltern ihre Jungtiere auch mit pflanzlicher Nahrung zu füttern. Wenn sie drei Monate alt sind, beginnen die Küken selbst Pflanzen und wirbellose Tiere als Futter zu suchen. Dennoch verbringen die Südinseltakahen, wenn die Küken 2–5 Monate alt sind, sogar 15 % ihrer auf Nahrungssuche verbrachten Zeit damit, im Wald nach Wirbellosen für die Jungtiere zu suchen. Ab dem sechsten Monat ernähren sich die Jungvögel fast ausschließlich von pflanzlicher Nahrung.
Bei Gefahr warnen die Eltern durch einen Alarmruf, und die Jungtiere verstecken sich in dichtem Pflanzenwuchs. Von einer Brut können Südinseltakahen höchstens ein Küken erfolgreich aufziehen, selbst wenn mehrere geschlüpft sind. Das ist ein Forschungsergebnis aus den Murchison Mountains. Die Vögel auf den raubtierfreien Inseln bekamen nie Gelegenheit, es mit zwei Küken zu versuchen, obwohl die besseren Ernährungsbedingungen und milderen Winter dort den Verdacht nahelegen könnten, dass sie damit Erfolg haben könnten. Die Vögel erreichen je nach Ernährungszustand ihr Endgewicht zwischen dem siebten und zwölften Monat und bleiben mindestens bis zum Beginn der nächsten Brut bei den Eltern. Manche bleiben auch noch ein oder seltener zwei Jahre bei den Eltern und helfen, die Jungtiere des nächsten Jahres aufzuziehen. Manchmal schließen sie sich auch einer benachbarten Familiengruppe an und helfen bei der Aufzucht der dortigen Jungtiere. Dreijährige haben das Territorium der Eltern meist schon verlassen. Jungtiere, die die Eltern verlassen, müssen oft weit ziehen, um ein unbesetztes Territorium zu finden.
Bei einer Untersuchung im Fiordland-Nationalpark waren sieben von zehn einjährigen Vögeln noch bei den Eltern, einer war an der Grenze des elterlichen Reviers, einer half einem benachbarten Paar bei der Aufzucht ihrer Jungtiere. Der zehnte war schon verpaart. Von sieben zweijährigen war einer bei den Eltern, drei waren wahrscheinlich schon verpaart und einer war tot. Dreijährige sind gewöhnlich schon verpaart.

## Bestandsentwicklung

### Vor Ankunft des Menschen
Erst vor etwa zwei Millionen Jahren trennte sich die Südinseltakahe vom Purpurhuhn ab. Immer noch sind Südinseltakahen wie die Purpurhühner zu ihrer Ernährung auf nährstoffreiche Gräser und Kräuter angewiesen, die auf guten Böden wachsen. Sie haben aber einen kräftigen Schnabel entwickelt, mit dem sie die nährstoffreichen Wachstumszonen der Tussock- oder Bültengräser abknipsen können, ohne die Futterpflanze zu zerstören, und konnten sich deshalb von Pflanzen ernähren, die Purpurhühner nicht ernten können und in der letzten Eiszeit in ganz Neuseeland verbreitet waren.
Nach der letzten Eiszeit nahm die Bewaldung seit etwa 12.000 vor Christus in den Tieflagen von Neuseeland zu. Gerade auf Böden mit hohem Nährstoffgehalt setzte sich Wald gegen gemischte Habitate, an denen es sowohl Deckung als auch Grasland gibt, durch. Fast nur auf nährstoffarmen Böden oder in Gegenden, die für die Südinseltakahe zu trocken sind, wuchsen Gräser und krautige Pflanzen, die aber zu nährstoffarm für die Südinseltakahe sind. Die Zahl der Südinseltakahen nahm deshalb schon vor der Einwanderung der Europäer ab. Dennoch lebten die Vögel damals noch in Gebieten außerhalb der alpinen Zonen, auf die sie später beschränkt wurden.

### Besiedlung durch Māori
Die Südinseltakahe war bei Ankunft des Menschen über die ganze Südinsel verbreitet. Sie war an Waldrändern und Flussufern mit viel Regen am häufigsten, dafür fehlte sie in trockenen Gebieten ganz. Als vor 800–1000 Jahren die Māori Neuseeland besiedelten, war etwa 75 % der Inselfläche bewaldet. Zu dem Zeitpunkt nahm die Südinseltakahepopulation dramatisch ab, vermutlich, weil die polynesischen Siedler ihren Lebensraum zerstört haben und sie gleichzeitig bejagten.
Takahe-Knochenfunde aus dem Osten der Südinsel Neuseelands gelten allgemein als sehr alt und stammen vermutlich noch aus der Zeit der Moas-Jäger-Kultur Neuseelands. Die Südinseltakahe ist von dort zwischen 1100 und 1400 nach Christus verschwunden. In anderen Gebieten der Insel überlebte sie wesentlich länger, wurde aber allmählich in abgelegenere Gebiete wie die Murchison Mountains, die Stuart Mountains, Teile der Kepler Mountains und das Hauroko-Poteriteri-Gebiet zurückgedrängt.
Aus gedruckten Fassungen von Māori-Legenden kann man ablesen, dass Südinseltakahen ihnen zur Zeit der Besiedlung durch Europäer nur noch aus dem Fiordland am Südende der Südinsel bekannt waren. An den Ufern der Seen Te Anau und Manapouri waren sie noch lange genug häufig, dass die Māori sich noch 1900 an jährliche Expeditionen zur Südinseltakahejagd erinnern konnten. Auch 1949 erzählten die Māori noch, dass ihnen die Südinseltakahe als jagbares Wild bekannt war.

### Besiedlung durch Europäer

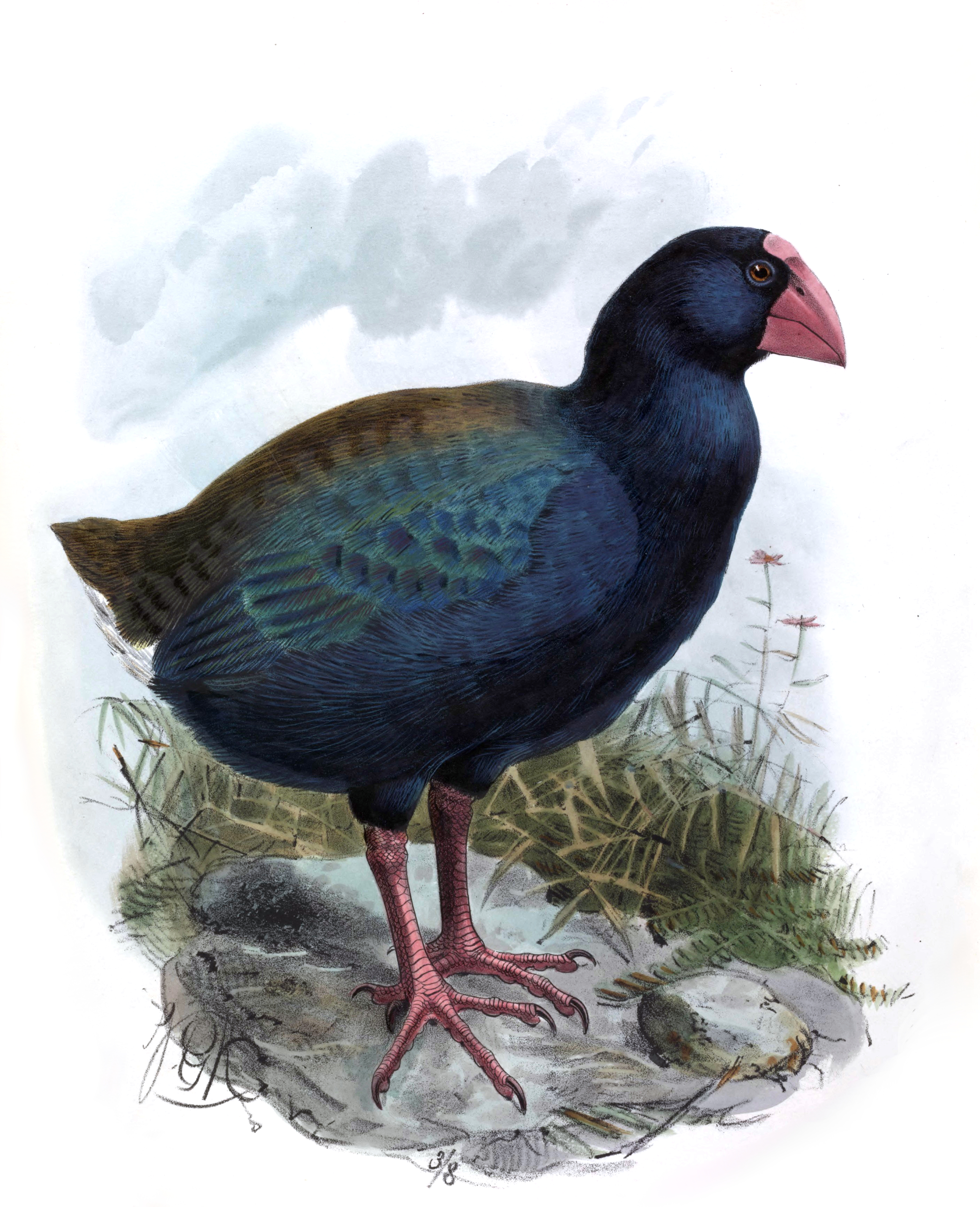
Historisches Gemälde einer Südinseltakahe, aus: A History of the Birds of New Zealand. 1873

Europäer brachten, als sie Neuseeland entdeckten und ab dem späten 18. Jahrhundert besiedelten, weitere Gefahren, aber auch zusätzlich eingeführte Nahrungspflanzen mit. Sie säten Futterpflanzen aus, die die Südinseltakahe heute frisst, brachten aber auch Tiere mit, die ebenfalls diese Pflanzen fressen, beispielsweise den Rothirsch als Jagdwild. Auch der Fuchskusu frisst ähnliche Pflanzen wie die Südinseltakahe.
Ein eingeführter Fressfeind der Südinseltakahe ist das Hermelin. Da Südinseltakahen flugunfähig sind und außerdem weniger stark auf Bodenfeinde reagieren als Purpurhühner, tragen solche Raubtiere erheblich zum Aussterben der Südinseltakahe bei.
Die Südinseltakahe muss vor 1900 fast im gesamten Fiordland, das am südwestlichen Ende der Südinsel liegt, verbreitet gewesen sein, wie die Orte zeigen, an denen die vier vor der Wiederentdeckung des Vogels bekannten Exemplare geschossen wurden. 1894 wurde von der letzten Sichtung einer Südinseltakahe berichtet, und sie galt dann bis zu ihrer Wiederentdeckung 1948 als ausgestorben. Es gab einige unbestätigte Sichtungen in der Zeit zwischen 1898 und 1948, die jedoch lange nicht beachtet wurden, da meist nur von Einzelpersonen einzelne Vögel gesichtet wurden. Sie zeigen, dass im Fiordland noch lange an einigen isolierten Stellen Bestandsinseln erhalten blieben.
Vermutlich hat die Südinseltakahe auch im Nelson-Distrikt und nahe der Cookstraße, die die Nordinsel von der Südinsel trennt, bis in europäische Zeiten hinein überlebt. Zwischen 1866 und 1935 wurden jedenfalls vier unbestätigte Sichtungen gemeldet.

### Nach der Wiederentdeckung

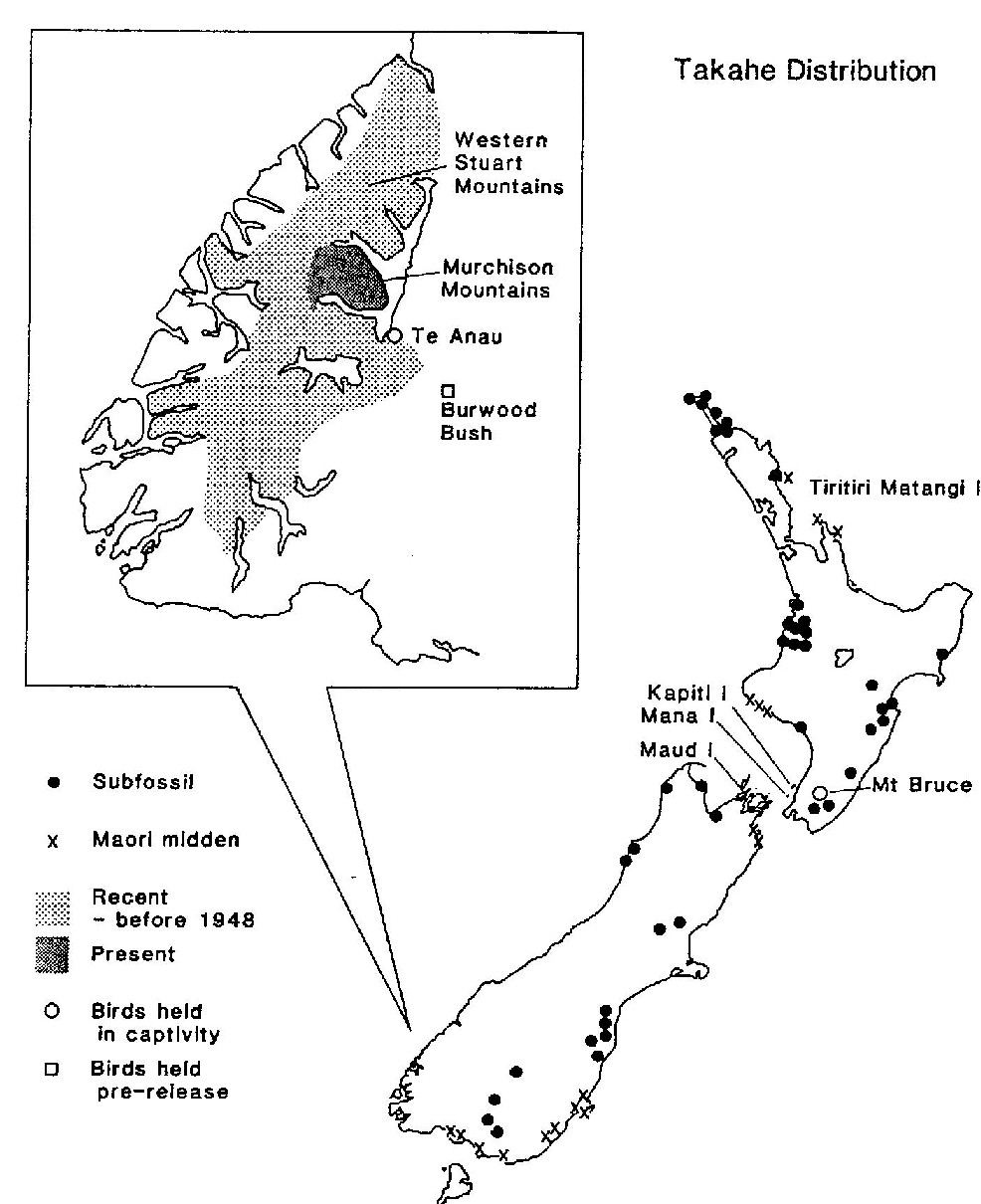
Verbreitung der Südinseltakahen

Am 20. November 1948 gelang dem Neuseeländer Geoffrey Orbell die Wiederentdeckung der Südinseltakahe. Obwohl bereits damals schon vorgeschlagen wurde, Südinseltakahen zu beringen, um sie individuell wiedererkennen zu können, wurde damit erst vier Jahre später begonnen. Man wollte die Vögel nicht mehr als unbedingt nötig stören.
1963 legte die Untersuchung beringter Südinseltakahen nahe, dass die Sterblichkeit der erwachsenen Südinseltakahen größer war als die Zahl der nachwachsenden Jungtiere. Doch eine Untersuchung in den darauffolgenden Jahren zeigte, dass die Population stabil war. Sie wurde aufgrund von Spuren der Vögel auf etwa 500 geschätzt, die wahre Zahl der Vögel lag aber wahrscheinlich halb so hoch, da sie nicht auf Zählungen beruhten und weder die jahreszeitlichen Wanderungen berücksichtigt wurden, noch wie viel Kot so ein Vogel produziert.
Zählungen der Populationsgröße ergaben, dass zwischen 1966 und 1967 sowie zwischen 1968 und 1969 die Populationsgröße erheblich abnahm. Zwischen 1969 und 1970 sowie zwischen 1973 und 1974 nahm sie dagegen nur geringfügig ab. Die Verbreitung des Vogels nahm ab und die Vögel verschwanden langsam aber kaum merklich aus den weniger guten Lebensräumen ihres beschränkten Restverbreitungsgebietes. Insgesamt gab es 1973/74 etwa 170–200 Brutpaare.
Am niedrigsten war die Population 1981 mit etwa 120 Vögeln. 1981–1994 schwankte sie zwischen 100 und 180 Vögeln. Zwischen 1990 und 1994 nahm die Zahl der Takahen in den Murchison Mountains auf 160 ab und stieg dann aufgrund einer Anpassung der Schutzmaßnahmen auf fast 250 im Jahr 2004.
2004 lebten Südinseltakahen hauptsächlich in zwei Lebensräumen der Murchison Mountains im Fiordland-Nationalpark. Der eine wird durch die Bültengrasart Chionochloa pallens dominiert, das der Südinseltakahe eine recht gute Nahrungsgrundlage bietet, während das Südinseltakahe Valley und Point Burn überwiegend von Roten Tussockgras Chionochloa rubra bewachsen ist, das einen wesentlich geringeren Nährwert hat, und dazu führt, dass die betroffenen Südinseltakahen deutlich leichter sind und einen wesentlich geringeren Erfolg bei Produktion und Aufzucht von Jungtieren haben. Auch der Bodenbewuchs in den Wäldern am Rande des Sees im Osten der Murchison Mountains, wo der sommergrüne Farn Hypolepis millefolium eine wesentliche Winternahrung ist, bieten der Südinseltakahe eine eher schlechte Lebensgrundlage. Allgemein sind die Murchison Mountains für die Südinseltakahe kein optimaler Lebensraum.
Im Jahr 2007 werden die Populationen der Murchison Mountains durch invasive Hermeline fast halbiert. Erst 2016 betrug die Population wieder 306 Individuen, ein Drittel davon in den Murchison Mountains, zwei Drittel in eingeführten Populationen in raubtierfreien Gebieten, hauptsächlich auf Inseln.
2023 wurde die Wiederansiedlung auf ein neues Gebiet auf der Südinsel ausgeweitet. In Kooperation mit dem Maori Stamm Ngāi Tahu wurden Südinseltakahen am See Whakatipu bei der Greenstone Station ausgewildert. Die Gesamtpopulation stieg auf etwa 500 Tiere und wächst um etwa 8 % pro Jahr.

## Südinseltakahen und Purpurhühner im Vergleich

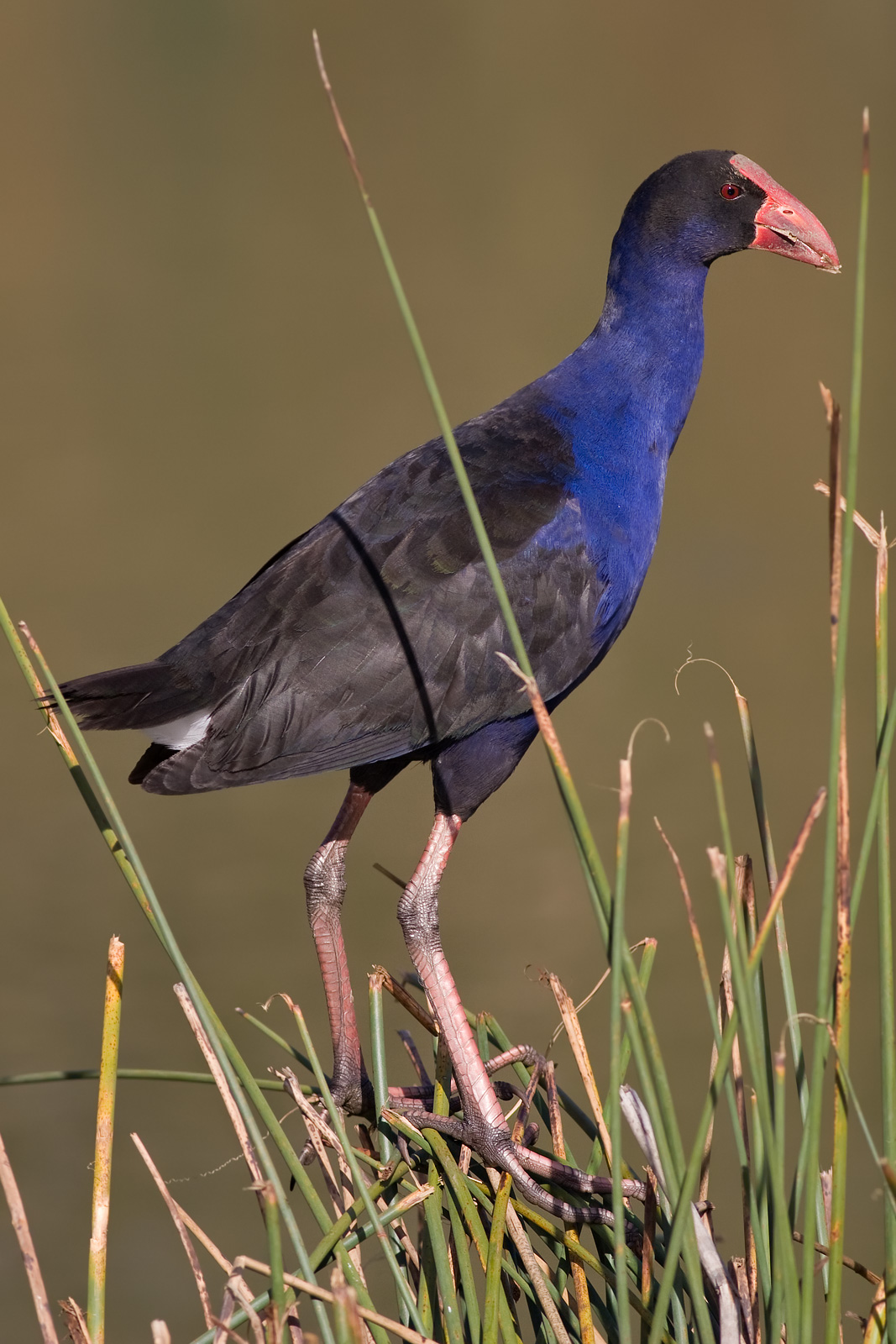
Purpurhuhn (Porphyrio porphyrio)

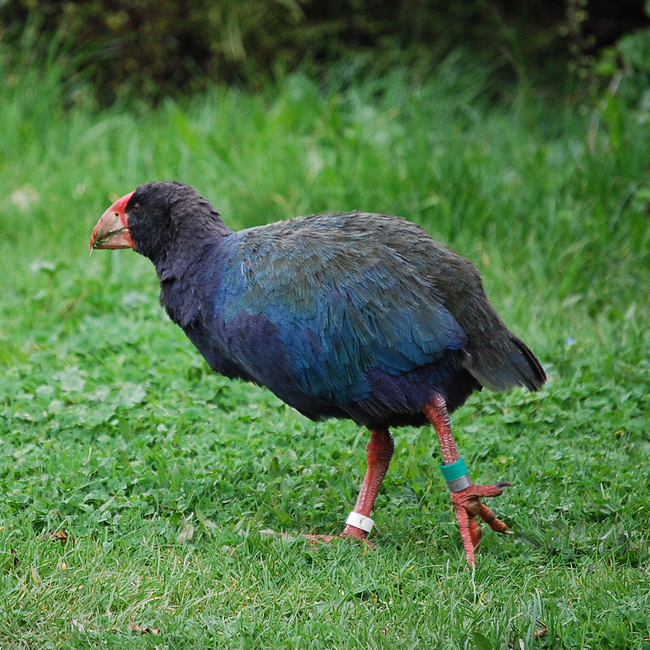
Südinseltakahe (Porphyrio hochstetteri)

Um zu verstehen, wie sich die flugunfähige Südinseltakahe gegenüber ihrem flugfähigen Ahnen verändert hat, ist es sinnvoll, sie mit ihrem nächsten lebenden Verwandten, dem Purpurhuhn, zu vergleichen.
Südinseltakahen und Purpurhühner sind sich so ähnlich, dass sie Vögel der anderen Art manchmal ausnahmsweise auch wie Artgenossen behandeln. Mehrfach wurde beobachtet, dass Südinseltakahen und Purpurhühner ihr Revier bei starker Annäherung auch gegen Vögel der jeweils anderen Art verteidigten. In solchen Fällen gewinnt gewöhnlich die größere Südinseltakahe. Einmal wurde auch beobachtet, wie eine Südinseltakahe, die keine Partnerin gefunden hatte, für einen Sommer die Jungen eines Purpurhuhnpärchens mit versorgte, bevor er dann auf einer anderen Insel mit einer passenden Partnerin zusammengebracht wurde, mit der er eigene Jungtiere aufzog. Balzverhalten wurde zwischen den Arten nicht beobachtet und ist auch unwahrscheinlich.
Vor 800–1000 Jahren nahm die Population der Südinseltakahen in Neuseeland dramatisch ab. Etwa zur selben Zeit wanderte das Purpurhuhn aus Australien ein.
Dass das Purpurhuhn erfolgreich war, als die Südinseltakahe durch Menschen und seine Kulturfolger zurückgedrängt wurde, hat mehrere Gründe: Erstens ist das Purpurhuhn flugfähig, achtet mehr auf Fressfeinde und ist auch geschickter darin, sich vor ihnen zu schützen. Hinzu kommt, dass es sich wesentlich schneller vermehren kann als die Südinseltakahe: Es legt durchschnittlich fünf Eier pro Gelege und kann mehrere Bruten in einer Brutsaison haben. Dagegen hat die flugunfähige Südinseltakahe nur dann ein weiteres Gelege, wenn das erste ausfällt und zieht höchstens ein Küken pro Jahr groß.
So lange diese geringe Fortpflanzungsrate ausreichend ist, um die Population wachsen zu lassen, ist die Südinseltakahe dem Purpurhuhn jedoch auf Dauer überlegen: In direkten Auseinandersetzungen siegt nahezu immer die Südinseltakahe. Sobald die Siedlungsdichte so hoch ist, dass dadurch Nahrungsmangel auftritt und die weitaus meisten Jungtiere im ersten Winter sterben, kommt die zweite Stärke der Südinseltakahe zum Tragen: ihre Jungtiere haben durch die größeren Eier vom Schlupf an einen Größenvorsprung. Da beide Elterntiere gemeinsam nur ein Küken versorgen, wird es logischerweise auch besser gefüttert und der Vorsprung gegenüber den Purpurhuhnküken wird dadurch vergrößert.
Südinseltakahen und Purpurhühner wählen jeweils die nährstoffreichsten Kräuter und Gräser ihres Lebensraumes aus und haben dabei dieselben Vorlieben. Die Südinseltakahe ist jedoch ein etwas besserer Futterverwerter als das Purpurhuhn und mit seinem weitaus kräftigeren Schnabel kann sie die Bültengräser als Nahrungsquelle verwenden, deren nährstoffreichste Teile für das Purpurhuhn nicht erreichbar wären. Umgekehrt fressen auch erwachsene Purpurhühner kleinere Mengen Insekten und andere Kleintiere, während Südinseltakahen damit nur ihre Jungtiere füttern.
Wenn also die Hauptgefahr für Südinseltakahen und Purpurhühner in der Nahrungskonkurrenz zwischen beiden Arten und der innerartlichen Konkurrenz liegt, wird die Südinseltakahe sich gegen das Purpurhuhn durchsetzen.

## Schutzmaßnahmen
Seit der Wiederentdeckung 1948 wurden Maßnahmen ergriffen, um die Südinseltakahe zu schützen. 1972 wurde ein umfassendes Forschungsprogramm begonnen, das viele Bereiche abdeckte wie beispielsweise die Populationsdynamik von Südinseltakahen, ihre Ernährung und Fortpflanzung. Auch ihre Nahrungspflanzen, Fressfeinde und Nahrungskonkurrenten wurden untersucht. In den 1980er Jahren wurden die bis dahin gesammelten Forschungsergebnisse genutzt, um einen umfassenden Plan für den Schutz der Südinseltakahe zu konzipieren, der 1982 veröffentlicht wurde. Dazu gehörte die intensive Betreuung der wilden Population, um den Bruterfolg zu maximieren, Verbesserung der Qualität des Lebensraumes durch verschiedene Maßnahmen, die Etablierung einer weiteren wilden Population im Fiordland, die Einrichtung einer Aufzuchtstation für Südinseltakahen für diese Population und die Freilassung von Südinseltakahen auf raubtierfreien Inseln. 1994 wurde ein neuer Plan für die Schutzmaßnahmen erstellt. Das langfristige Ziel der darin geplanten Maßnahmen ist es langfristig mindestens zwei große wilde Populationen von mindestens je 500 Tieren und viele kleinere Populationen auf raubtierfreien Inseln zu etablieren.
Hierzu wird versucht:
- sicherzustellen, dass die Murchison-Mountains-Population stabil bleibt.
- dass sich die wilde Population im Fiordland wieder ausbreitet
- dass mindestens drei weitere Populationen auf Inseln und in Gefangenschaft erhalten bleiben
- dass genug über das Verhalten und die Krankheiten von Südinseltakahen bekannt ist, um die Schutzmaßnahmen sinnvoll planen zu können.[22]

### Schutzgebiet Murchison Mountains Special Area
Die höchste Priorität für den Schutz der Südinseltakahe hat die Population in den Murchison Mountains, in der die letzten Südinseltakahen überlebten. Es wird angestrebt, die dortige Population durch Schutzmaßnahmen und Freilassungen auf 500 Tiere zu erhöhen und zu erreichen, dass sie währenddessen wieder das gesamte Fiordland besiedeln. Diese Zahl dürfte auch der Tragfähigkeit dieses Gebietes für Südinseltakahen entsprechen. 500 km2 der Murchison Mountains innerhalb des Fiordland-Nationalparks wurden kurz nach ihrer Wiederentdeckung als Schutzgebiet für die Südinseltakahe ausgewiesen. Dieses Gebiet darf nicht von Touristen besucht werden. Nur in Ausnahmefällen werden Besuche genehmigt, in denen Südinseltakahen gefilmt werden, um sie der Bevölkerung ins Bewusstsein zu rufen.

### Kontrolle des Rothirsches und anderer Nahrungskonkurrenten
In den Lebensräumen der Südinseltakahe haben sich fünf eingeführte pflanzenfressende Säugetiere ausgebreitet. Dazu zählen der Rothirsch, der Rocky-Mountain-Wapitihirsch, das Fuchskusu, die Gämse und der Feldhase. Gämsen und Hasen kommen nur in sehr geringer Dichte vor, Fuchskusus sind ebenfalls selten und ziehen andere Lebensräume vor als die Südinseltakahe. Damit bleiben die beiden Hirscharten als einzige ernstzunehmende Bedrohung übrig.
Als Wiederkäuer ist der Rothirsch ein erheblich besserer Futterverwerter als die Südinseltakahe und kann deshalb von Nahrungspflanzen leben, die für die Südinseltakahe zu wenig Nährstoffe enthalten. Dennoch hat der Hirsch ähnliche Futtervorlieben wie die Südinseltakahe – ihm schmecken die nährstoffreichsten Pflanzen auch am besten. Wenn beide Arten als Nahrungskonkurrenten in demselben Lebensraum leben, kann der Rothirsch das Gebiet so überweiden, dass sich die Südinseltakahe nicht mehr ausreichend ernähren kann.
Wenn Hirsche ein Gebiet besiedeln, fressen sie zuerst verschiedene Kräuter, nach deren Zurückdrängung dann die Hauptnahrung der Südinseltakahen, die Tussockgräser, und bevorzugt hierbei dieselben Arten und Pflanzen wie die Südinseltakahe. Wiederholtes Grasen an denselben Tussockpflanzen durch Hirsche schwächt die Pflanzen erheblich und kann sie töten. In Gebieten, in denen zu wenig Wiesen vorhanden sind oder die darauf wachsenden Pflanzen für die Südinseltakahe sowieso schon fast zu nährstoffarm waren, verschwand die Südinseltakahe hierbei schneller als in besseren Lebensräumen.
Besonders Chionochloa conspicua und einige Uncinia-Arten stehen in manchen Winterlebensräumen der Südinseltakahe wegen Überweidung nicht mehr ausreichend zur Verfügung, um den Stickstoff- und Phosphorbedarf des Vogels zu decken. Dass Südinseltakahen in den Murchison Mountains überlebten, ist auch darauf zurückzuführen, dass dort die Rothirsche später einwanderten als in den meisten anderen Gebieten.
Das Verschwinden der Südinseltakahe folgte gewöhnlich bald auf die Besiedlung eines Gebietes mit Rothirschen. Die Rothirsche der Murchison Mountains stammen von Tieren ab, die zwischen 1901 und 1910 in Südfiordland nahe Manapouri als Jagdwild freigelassen wurden. Die Hirsche breiteten sich in die Kepler Mountains aus und hatten dort in den 1950er Jahren ihren größten Bestand. 1962 wurde dort die letzte Südinseltakahe beobachtet. Über die Kepler Range breiteten sie sich am Ufer des Lake Te Anau entlang aus. Etwa 1930 erreichten die ersten Tiere die Murchison Mountains. Deshalb gilt die Jagd auf Rothirsche als die wichtigste Schutzmaßnahme für die Südinseltakahe.
Die Wapitis wurden am George Sound etwa um 1905 freigelassen und begannen die nordwestlichen Murchison Mountains etwa um 1940 herum zu besiedeln. Während sie anfangs recht häufig waren, ist ihre Zahl im Vergleich zum Rothirsch heute vernachlässigbar.
Maßnahmen, um den Bestand der Hirsche zu verringern, begannen 1948 und wurden in den 1960er und 1970er Jahren verstärkt. Zwischen 1969 und 1973 blieb der Hirschbestand bei etwa 2040 Exemplaren gleich, nahm dann 1975 auf etwa 815 Tiere ab. Dabei begannen die Hirsche offene Flächen zu meiden und zogen sich in die Wälder zurück, so dass sie nur noch in den Winterlebensräumen eine Konkurrenz für die Südinseltakahe darstellen könnten. Auf die Abnahme des Hirschbestandes folgte ein Anstieg des Takahebestands in den Murchison Mountains, der sich seit 1981 auf etwa 160–170 stabilisierte.
Auch im Plan zum Südinseltakaheschutz von 1994 war Jagd auf Rothirsche vom Hubschrauber aus und vom Boden aus weiterhin vorgesehen. Um die Folgen der Überweidung durch den Rothirsch zu beschränken, wurden einige Gebiete gedüngt, aber mit geringen Erfolgen, so dass diese Maßnahme nicht mehr durchgeführt wird.

### Kontrolle der Fressfeinde

#### Hermeline
Hermeline und Wekarallen wurden dabei beobachtet, wie sie Südinseltakahen fraßen. Wie groß ihr Einfluss auf die Gesamtpopulation ist, ist unbekannt, jedoch ist jeder Verlust an Tieren und Eiern eine ernsthafte Gefahr bei einer so kleinen Population sich langsam vermehrender Tiere. Die Zahl der Hermeline schwankt und ist stark von den Anstiegen der Mäusepopulationen abhängig, die in den Jahren auftreten, in denen die Gräser, beispielsweise die Chionochloa-Arten Samen produzieren. Außerdem könnte die Hermelinpopulation durch die Hirschjagd künstlich erhöht worden sein, da die abgeschossenen Tiere liegengelassen wurden und Hermeline auch Aas fressen. Hermeline werden zum Schutz der Südinseltakahe mit Fallen gefangen.
Auf Maud, wo Hermeline lange Jahre noch in geringer Menge vorhanden waren, wurde kein Fall nachgewiesen, in dem ein Südinseltakahe durch einen Hermelin gerissen wurde. Hermeline scheinen die dortigen gesunden und wohlgenährten Südinseltakahen nicht anzugreifen.

#### Weka
Dass Wekarallen Eier und junge Küken des Südinseltakahen fressen, ist ein erlerntes Verhalten. Auf Kapiti Island, einer der raubtierfreien Inseln, wo die Südinseltakahen neu eingeführt wurden, wurde kein einziger derartiger Fall bekannt. Es wurde deshalb empfohlen, Einzeltiere, die Südinseltakaheküken und Eier fressen, in Gebiete umzusiedeln, wo es keine Südinseltakahen gibt.

### Kusuköder
Der Fuchskusu selbst stellt für den Südinseltakahe keine Gefahr dar, jedoch wurde er mit Blausäureverbindungen vergiftet, um andere einheimische Vögel zu schützen. Dabei könnte es vorgekommen sein, dass Südinseltakahen ebenfalls vergiftet wurden. Es gibt dafür keinen sicheren Beweis, es wäre aber eine mögliche Erklärung für einige sonst nicht erklärbare Bestandrückgänge in Gebieten, in denen diese Giftköder verwendet wurden. Um das zu vermeiden, wurden Fallen konstruiert, die die Giftköder vom Boden fernhalten, so dass die Südinseltakahe sie nicht erreichen kann. Die Jagd nach Fuchskusus wird in den Murchison Mountains vor allem deshalb erlaubt, damit die Tiere nicht illegal mit Methoden gejagt werden, die auch die Südinseltakahe gefährden.

### Eiertausch
Je nach Ort und Jahr sind etwa ein bis zwei Drittel der Eier der Südinseltakahen unfruchtbar. Gleichzeitig haben die Gelege nur ein bis zwei Eier, so dass es leicht passieren kann, dass aus einem Gelege kein einziges Küken schlüpft. Wenn aber aus einem Gelege zwei Jungvögel schlüpfen, ziehen die Eltern nur eines erfolgreich auf, weil junge Südinseltakahen ein großes Maß an Fürsorge benötigen, um sich ausreichend Fett anzufressen, dass sie in den Murchison Mountains den Winter überleben können.
Um die Menge der erfolgreich aufgezogenen Jungtiere zu erhöhen, werden in den Murchison Mountains deshalb die Nistplätze gesucht und die Eier durchleuchtet, gemessen und gewogen. Daraus lässt sich das wahrscheinliche Schlupfdatum einschätzen. Taube Eier werden entfernt. Teilweise werden diese Eier durch Wachseier ersetzt, um sie später durch ein gesundes Ei eines anderen Paares zu ersetzen. Bei Gelegen aus zwei lebenden Eiern wird eines aus dem Nest genommen und wenn möglich in ein Takahenest ohne lebende Eier gelegt. Dadurch soll erreicht werden, dass möglichst jedes Paar ein einzelnes gesundes Küken aufzieht. Wenn keine geeigneten Pflegeeltern zur Verfügung stehen, werden die Jungtiere von Hand aufgezogen.
Nur die Gelege der Paare, die ihr Revier seit mindestens zwei Jahren besetzt halten, werden untersucht, um die Vögel nicht in der Phase der Etablierung in ihrem Revier zu stören. Hunde, die zum Auffinden der Nester verwendet werden, erhalten eine besondere Ausbildung und werden geprüft, außerdem dürfen sie in den Murchison-Mountains nicht von der Leine gelassen werden.
Zusätzlich werden nach dem Management-Plan von 1994 jedes Jahr einige Paare ausgewählt, denen man ein ganzes Gelege wegnimmt, um Eier für die künstliche Aufzucht von Südinseltakahen zu haben. In schlechten Jahren werden dazu Paare ausgewählt, die bei der Aufzucht ihrer Jungtiere fast immer erfolglos sind. In guten Jahren wählt man die Gelege sehr erfolgreicher Brutpaare, die Chancen haben, die Jungtiere eines zweiten Geleges erfolgreich aufzuziehen.

### Nachzuchten in Menschenobhut

#### Mount Bruce und Te Anau Wildlife Park

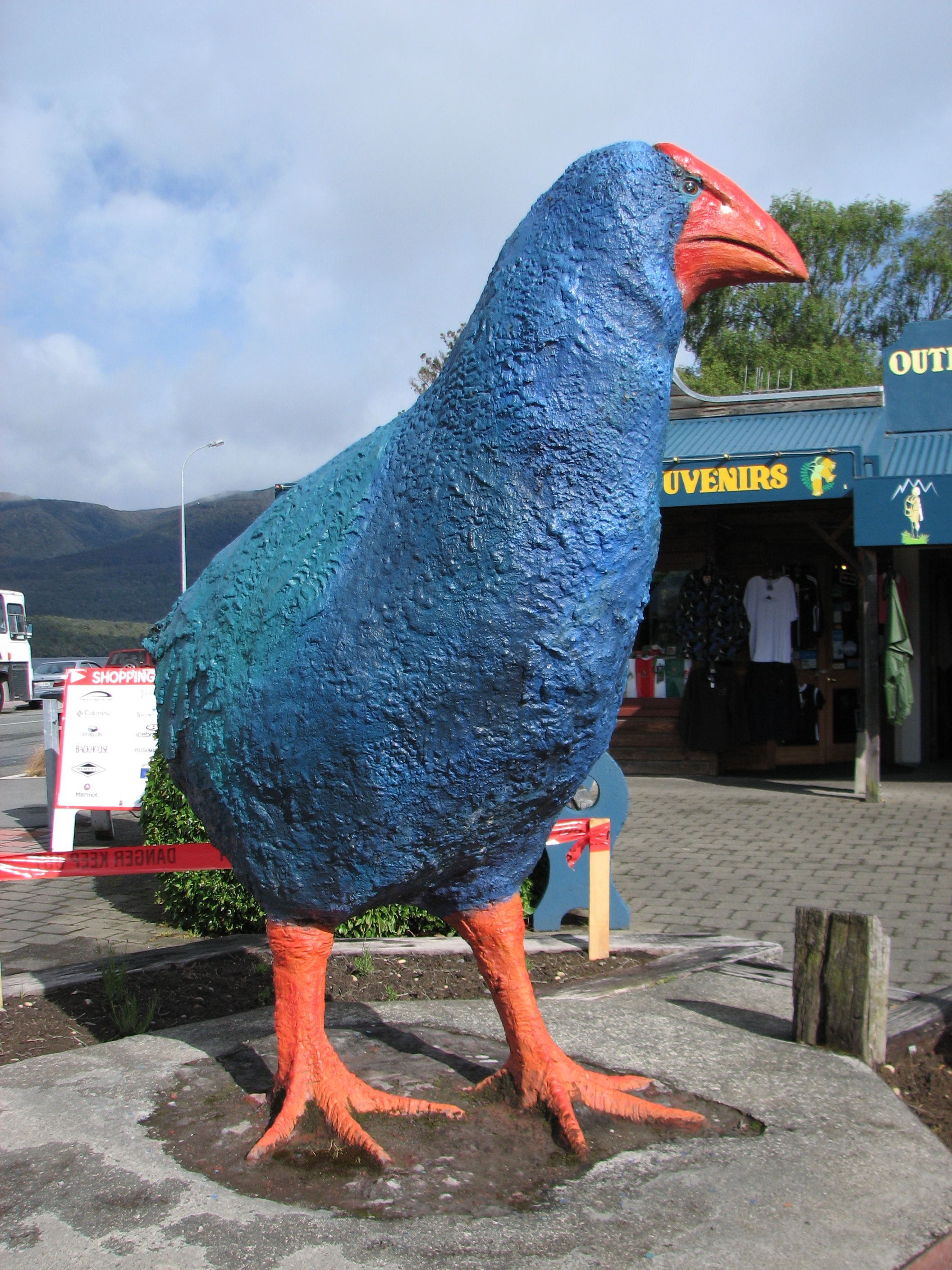
Takahestatue am Te Anau Wildlife Park

Zwischen 1957 und 1963 wurden vier Eier, vier Küken und drei erwachsene Südinseltakahen aus der Wildnis entnommen, um sie in Gefangenschaft nachzuzüchten. Das geschah in der heute National Wildlife Centre genannten Einrichtung am Mount Bruce.
Anfangs war der Erfolg nur unregelmäßig. Nach dem Tod von zwei Südinseltakahen 1973 stellte man fest, dass sie mit Bakterien der Gattung Campylobacter infiziert gewesen waren und dadurch eine Hämochromatose entstand. Während diese Bakterien an vielen Orten in Neuseeland in den Vogelpopulationen verbreitet sind, wurde sie beim Weka in Fiordland nicht nachgewiesen, und es wurde deshalb vermutet, dass die wilde Südinseltakahe mit ihnen auch nicht in Kontakt kommt und deshalb vielleicht nicht ausreichend Abwehrkräfte dagegen hat. Seither wird darauf geachtet, weder diese Krankheit noch andere Bakterien nach Fiordland einzuschleppen. Auch heute noch wird eine geringe Zahl an Südinseltakahen im Te Anau Wildlife Park und am Mt. Bruce gehalten. Die dortigen Vögel dienen hauptsächlich dazu, der Bevölkerung die Vögel zu zeigen und werden deshalb in möglichst natürlicher Umgebung vorgeführt.

#### Handaufzucht in Burwood
In Burwood werden Südinseltakaheeier in einer Brutmaschine ausgebrütet und von Hand aufgezogen, damit genügend Tiere für die Freilassung im Fiordland zur Verfügung stehen. Nur wenn es nötig ist, um die genetische Basis der Südinseltakahen auf den raubtierfreien Inseln zu erweitern, werden einzelne Vögel hierfür zur Verfügung gestellt. Vier Brutpaare sollen dort gehalten werden, um die Eier für die künstliche Aufzucht zu legen. Sie sollen keinen Kontakt zu Menschen haben.
Für die Jungtiere wurden abgeschlossene Brutmaschinen und Gehege mit einseitig durchsichtigen Beobachtungsscheiben und Fütterungsluken entwickelt. Ihnen werden die Rufe der Altvögel vom Band aus vorgespielt. Damit sie sich die Ernährungsgewohnheiten zulegen, die sie in der Wildnis zum Überleben brauchen, werden die Jungtiere in Gehegen gehalten, wo sie geeignete Wildpflanzen, besonders den Farn zum Fressen vorfinden.

### Etablierung einer zweiten Population in den Stuart Mountains
Die Population in den Murchison Mountains wuchs zu Beginn des Auswilderungsprogrammes schnell, und deshalb schienen dort keine zusätzlichen Vögel benötigt zu werden. Es wurde zudem befürchtet, dass die ausgewilderten Südinseltakahen Vogelkrankheiten in den Lebensraum der bestehenden Population einschleppen könnten. Eine getrennte Population in dem größten geeigneten Lebensraum – den Stuart Mountains – außerhalb der Murchison Mountains hätte dann eine Art natürliche Quarantäne bedeutet. Außerdem ist bekannt, dass die Südinseltakahen dort noch lange überlebt hatten.
Geplant war, die Population in den Stuart Mountains so lange zu vergrößern, bis sie sich schließlich mit der Population in den Murchison Mountains verbindet. Die ersten acht künstlich aufgezogenen Vögel wurden Oktober 1987 dort ausgewildert, und von drei dieser Vögel wurde inzwischen bekannt, dass sie gestorben sind. Jedes Jahr wurden dort zwischen sechs und acht Vögel freigelassen, insgesamt waren es bis Dezember 1992 58 Tiere, und mindestens ein Paar hat Küken aufgezogen. Danach wurde das Programm unterbrochen, bis überprüft werden kann, ob die Vögel sich dort erfolgreich etablieren konnten.
Da die Populationsgröße in den Murchison Mountains zwischen 1990 und 1993 gefallen ist, wurden 1993 handaufgezogene Vögel in den Murchison Mountains ausgewildert.
Maxwell et al. wiesen in einer Studie von 1997 nach, dass in Gefangenschaft aufgezogene Südinseltakahen in den ersten fünf Jahren nach Freilassung in den Murchison Mountains mindestens so gute Überlebensraten wie ihre wild aufgewachsenen Artgenossen hatten. Wilde Exemplare überleben oft das erste Jahr nicht, da ihnen ausreichende Fettvorräte fehlen, um bei niedrigen Temperaturen den nahrungsarmen Winter zu überleben. Von den neun freigelassenen weiblichen Südinseltakahen waren acht nach der Beobachtungsperiode verpaart, während von den acht männlichen Tieren nur zwei einen Partner gefunden hatten. Das deutet darauf hin, dass es in Fiordland zu wenige freilebende Weibchen gibt.

### Umsiedlung auf raubtierfreie Inseln

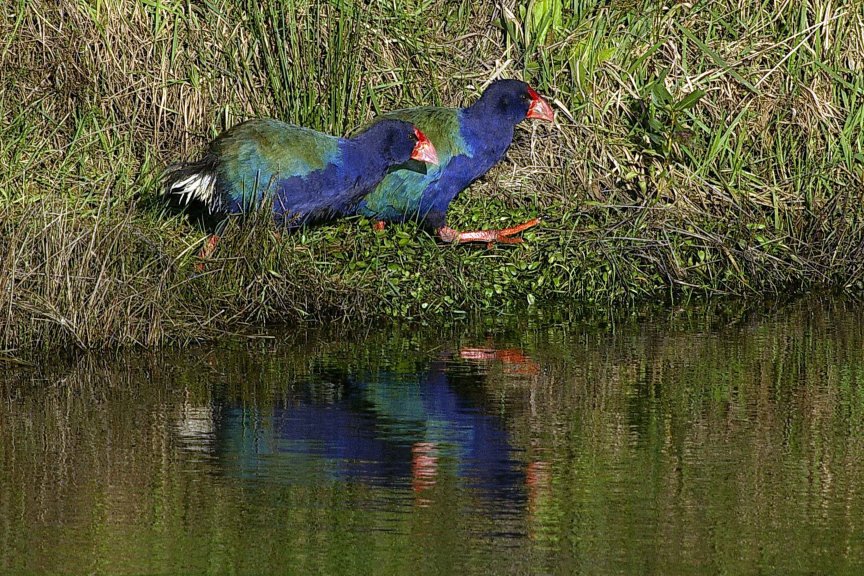
Am Maungatautari Mountain ausgesiedeltes Takahenpaar

Der Management-Plan von 1982 und einige Forschungsarbeiten empfahlen, probeweise Südinseltakahen auf geeigneten ratten- und raubtierfreien Inseln vor der Küste Neuseelands auszuwildern, da die natürliche Vermehrung auf den Inseln billiger ist als die Aufzucht in Gefangenschaft. Hierzu ausgewählt wurden Kapiti, Tiritiri Matangi, Maud und Mana. Einmalig ist das, da die Inseln sich erheblich von dem alpinen Lebensraum, unterscheiden, aus dem die Vögel aus historischer Zeit bekannt sind.
Zwischen 1984 und 1993 wurden insgesamt 24 Südinseltakahen auf den Inseln ausgewildert. Der erste Brutversuch wurde 1986 festgestellt, 1991 brüteten auf den Inseln acht Paare, 1997 gab es schon 19 Brutpaare. Seit Beginn der Auswilderungen bis 1991 wurden Vögel zwischen den Inseln ausgetauscht, um zu erreichen, dass auf jeder Insel gleich viele männliche wie weibliche Tiere vorhanden sind, damit sich möglichst viele Brutpaare bilden können. Die Zahl der Vögel nahm 2003 immer noch zu.
Da gelegentlich beobachtet wurde, dass Südinseltakahen Wetas und verschiedene Echsen fressen und da befürchtet wurde, dass sie die Küken der Aucklandente fressen könnten, wird befürchtet, dass Südinseltakahen andere geschützte Arten negativ beeinflussen könnten.
1991 war das letzte Jahr, in dem Südinseltakahen von Mount Bruce und Te Anau Wildlife Centre nach Maud und Tiritiri gebracht wurden (Stand: 1994). Die späteren Südinseltakahen von Maud und Tiritiri stammen alle aus Burwood. Um die Verschleppung von Krankheiten zu vermeiden, war es bis 1993 nicht erlaubt, Vögel von Kapiti und Mana nach Maud und Tiritiri zu bringen. Danach wurde nachgewiesen, dass in allen vier Populationen im Wesentlichen dieselben Krankheiten verbreitet sind und das Verbot aufgehoben. Der Management-Plan von 1994 sah vor, Vögel zwischen den Inseln auszutauschen, um die genetische Variabilität zu erhöhen und das Risiko von Krankheiten so weit wie möglich zu begrenzen.
Die Südinseltakahen auf den Inseln haben einen wesentlich geringeren Bruterfolg als die in den Bergen lebenden Tiere. Dennoch nahm die Zahl der Inseltiere gleichmäßig zu, da die Erwachsenen hohe Überlebensraten haben. In einem Jahr überlebten 83 % aller Vögel, in vier anderen Jahren kam es zu keinem Tod eines erwachsenen Vogels.
Die Inseltiere werden seit 1994/95 zugefüttert, um den Bruterfolg zu erhöhen.
In einer 1998 veröffentlichten Studie wurde errechnet, dass die Inseln je nach Schätzung für die Tragfähigkeit zwischen 1997 und 2009 mit so vielen Brutpaaren besetzt sind, dass dort keine weiteren Südinseltakahen leben können.

#### Unfruchtbarkeit der Eier und geringer Brut- und Aufzuchterfolg bei den Inseltakahen
Der geringe Bruterfolg der auf die Inseln umgesiedelten Südinseltakahen geht überwiegend darauf zurück, dass aus einem großen Teil der Eier keine Jungtiere schlüpfen, von denen wiederum ein erheblicher Teil, teilweise aufgrund von Missbildungen, die ersten beiden Wochen nicht überlebt. Im Fiordland erweisen sich 39 % der Eier als unfruchtbar; auf den raubtierfreien Inseln sind es 60–75 %. Obwohl die Inzucht der Tiere zunimmt, nimmt die Unfruchtbarkeit der Eier und die Zahl der Missbildungen im Großen und Ganzen nicht zu. Jedoch legen weibliche Vögel, deren Eltern sehr eng miteinander verwandt waren, mehr taube Eier und weniger von ihren Jungtieren wachsen heran als bei anderen Südinseltakahe-Weibchen.
Die Südinseltakahen auf den Inseln Maud und Tiritiri haben einen wesentlich geringeren Bruterfolg als die in den Bergen lebenden Tiere. Dieser geringe Bruterfolg war vorhanden, seit die ersten Gründertiere 1986 auf den Inseln zu brüten begannen. Pestizide, Gifte von durch Pilze befallenen Pflanzen, zu hoher Wasserverlust der Eier beim Brüten wurden untersucht und als Ursache ausgeschlossen.
Eine Untersuchung der unfruchtbaren Eier auf den Inseln zeigte, dass sie in der Zusammensetzung kaum von denen in den Murchison Mountains abwichen und die verbreitete Unfruchtbarkeit deshalb nicht auf Fehlernährung zurückzuführen sein kann. Außerdem nimmt bei zweiten und dritten Bruten die Fruchtbarkeit der Eier im Vergleich zur ersten Brut zu, was bei Fehlernährung nicht zu erwarten wäre, da für die späteren Gelege dann weniger Nährstoffe zur Verfügung stehen müssten, weil die Eltern ihre Vorräte an den knappsten Nährstoffen schon bei den ersten Gelegen weitgehend aufgebraucht hätten. Abgesehen davon besteht das Problem mit der Unfruchtbarkeit bei dem nahe verwandten Purpurhuhn, das sich fast genauso ernährt, nicht.
Dass die Fruchtbarkeit bei späteren Gelegen zunimmt, ist vermutlich darauf zurückzuführen, dass dann weniger Revierkämpfe stattfinden. Revierkämpfe könnten auch für einen Teil der Fruchtbarkeitsprobleme auf den im Verhältnis zum Fiordland dichter mit Südinseltakahen besiedelten Inseln verantwortlich sein. Vollständig erklären können sie dieses Problem aber nicht.
Die Population des Südinseltakahen war jahrzehntelang klein und räumlich beschränkt, so dass sie nur eine geringe genetische Variabilität aufweist. Zwar verlassen Jungtiere das Gebiet ihrer Eltern, ziehen aber meist nicht sehr weit fort. Die zusätzliche Inzucht nach der Umsiedlung auf die Inseln spielt bei dem Problem offensichtlich kaum eine Rolle, denn zwischen den Stammbaumdaten der dortigen Vögel und ihrem Bruterfolg ist kein Zusammenhang nachweisbar. Das wird dadurch bestätigt, dass sich die Vögel auf den Inseln in ihren Genen nachweislich sogar stärker voneinander unterschieden als die untersuchten Vögel aus der Fiordlandpopulation. Der Bruterfolg von Kakapos und Südinseltakahen auf den raubtierfreien Inseln ist sehr niedrig, verglichen mit Vögeln der Nördlichen Hemisphäre, aber auch verglichen mit Vögeln anderer kleiner Populationen mit wahrscheinlich großer Inzucht, die jedoch in ihrem ursprünglichen Lebensraum blieben. Es wurde nachgewiesen, dass Populationen mit starker Inzucht so gut zurechtkommen wie Populationen mit hoher innerartlicher Variabilität, so lange sich die Umweltbedingungen nicht von denen unterscheiden, denen sie in der Phase ausgesetzt waren, als die Population am kleinsten war. Sobald die Lebensbedingungen sich wesentlich ändern, nimmt sowohl die Fruchtbarkeit als auch die Überlebensrate erheblich ab. Es ist deshalb anzunehmen, dass die Umsiedlung der Südinseltakahen auf die erheblich anderen Insellebensräume für das Problem mit der Fortpflanzungsrate verantwortlich ist, obwohl die erwachsenen Vögel dort erheblich erfolgreicher überleben und die Lebensräume insgesamt für den Südinseltakahe geeigneter erscheinen als im Fiordland.

#### Maud
Maud Island ist die erste Insel, auf der Südinseltakahen ausgewildert wurden. Fünf männliche und vier weibliche junge Vögel wurden insgesamt 1984 und 1985 auf Maud Island ausgesetzt. Der erste Brutversuch fand 1986 statt.

#### Mana
Von den Inseln hat Mana die größten Bereiche mit Wiesen. Dort wurden ursprünglich (1987 oder später) vier Vögel ausgesetzt. 1995 gab es fünf Paare und eine Dreiergruppe aus einem Männchen und zwei Weibchen auf der Insel und nach den damaligen Schätzungen von Ryan und Jamieson wäre die Insel schon 2000 mit 22 Brutpaaren so dicht besiedelt gewesen, dass sie keine weiteren Paare mehr ernähren kann. Wenn die Insel für die Südinseltakahe so verändert worden wäre, dass es zusätzliche Wasserstellen und Nistplätze gibt, wäre sie erst 2004 voll bevölkert gewesen.

#### Tiritiri Matangi
Tiritiri Matangi ist eine 2,7 km lange Insel, die durchschnittlich 700 m breit ist. Das Land hat einige sanfte Steigungen, die sich bis zu 191 m über den Meeresspiegel erheben. Es gibt keine Trockenzeiten und der durchschnittliche Regen liegt bei 1026 mm pro Jahr. Die Vegetation besteht aus Buschland und Gras, sowie gemähten Wiesen, auf denen sowohl einheimische als auch eingeführte Pflanzen wachsen und einem kleinen Stück Farmland. Es gibt auch einige unbewachsene Ecken, mit Teichen oder kleinen Sträßchen. Die Insel wurde bis 1970 landwirtschaftlich genutzt und wurde dann 1987 als Schutzgebiet ausgewiesen. In den 120 Jahren der landwirtschaftlichen Nutzung verlor die Insel 94 % ihres ursprünglichen Waldes. Zwischen 1984 und 1994 wurden 250.000 bis 300.000 Bäume gepflanzt und die Pazifische Ratte ausgerottet, so dass es keine eingeführten Säugetiere mehr gibt, die einheimische Arten jagen könnten. Viele gefährdete und bedrohte Vögel wurden hier seither eingeführt und haben selbsterhaltende Populationen entwickelt. Durch die Sukzession wird der Wald zunehmen, was die Lebensbedingungen für den Südinseltakahe verschlechtern wird.
Auf Tiritiri Matangi Island wurden erst seit 1991 Südinseltakahen ausgewildert. 1994–95 gab es dort 10 freilebende Tiere, die zu drei verschiedenen Familiengruppen gehörten. Im März 2002 lebten 20 Südinseltakahen auf Tiritiri. Die Brutsaison 2000/2001 war weitgehend erfolglos, da die Zahl der Revierkonflikte zu sehr zugenommen hatte.

### Purpurhühner als Pflegeeltern für Südinseltakaheküken
Der Chatham-Schnäpper wurde vor dem sicheren Aussterben bewahrt, indem einer nahe verwandten Art, dem Maorischnäpper, seine Eier untergeschoben wurden. Da das arteigene Verhalten von Südinseltakahen und Purpurhühnern sich ähnlich genug ist, wurde versucht, dem nicht bedrohten Purpurhuhn Eier der Südinseltakahe unterzuschieben. Da die richtigen Eltern der Küken, wenn man ihnen die Eier wegnimmt, ein zweites Gelege legen, war davon auszugehen, dass dadurch insgesamt mehr junge Südinseltakahen aufwachsen. Der Bruterfolg bei den Purpurhuhn-Pflegeeltern war in diesem Experiment geringer als bei den Südinseltakahe-Küken, die ihren richtigen Eltern blieben. Bei ersteren überlebten 2 von 8 geschlüpften Küken das erste Jahr, bei letzteren waren es zwei von fünf Küken. Dieser Unterschied ist vermutlich auf Zufall zurückzuführen, da er nicht statistisch signifikant ist und eine Beobachtung des Verhaltens der Purpurhühner gegenüber den jungen Takahen keine Ursache für den Unterschied erkennbar werden lässt.
Die Purpurhühner haben die Südinseltakaheeier akzeptiert, erfolgreich ausgebrütet und kümmern sich um Südinseltakaheküken wie um ihre eigenen Jungtiere. Durch Purpurhühner aufgezogene junge Südinseltakahen reagieren wesentlich heftiger auf Fressfeinde als diejenigen Takahen, die durch ihre eigenen Eltern aufgezogen wurden. Das könnte von Vorteil sein, wenn man Südinseltakahen von den raubtierfreien Inseln wieder auf der Südinsel auswildern will.
Bei der Annäherung von Menschen fliehen Purpurhühner und lassen ihre Küken allein, während bei den Takahen immer mindestens ein Altvogel bei dem Jungtier bleibt. Junge Purpurhühner verstecken sich im Unterwuchs, wenn ihre Eltern fliehen. Wenn Purpurhühner fliehen, während ihr untergeschobenes Südinseltakahe-Küken zurückbleibt, ist es nicht still, sondern stößt oft einen Angstschrei aus, den man nie zu hören bekommt, wenn Südinseltakahen sich um ihre eigenen Jungtiere kümmern.

### Information der Bevölkerung
Damit die Bevölkerung in den Gebieten, in denen es Südinseltakahen gibt, nicht aus Unwissenheit oder Gleichgültigkeit die Schutzmaßnahmen für diese Tiere behindert, wird darauf geachtet, den Vogel der Bevölkerung bekannt zu machen. Zu diesem Zweck werden in National Wildlife Centre (Mount Bruce) und im Te Anau Wildlife Park einige Brutpaare gehalten und dem Publikum vorgeführt. Auch Besuche auf den Inseln, auf denen Takahen ausgesetzt wurden, werden ermutigt. Außerdem werden regelmäßig Neuigkeiten über Schutzmaßnahmen für die Südinseltakahe und ihre Erfolge an die Öffentlichkeit gebracht.

### Forschung
Um die Südinseltakahe optimal schützen zu können, ist es notwendig, sowohl die Wirkung der Schutzmaßnahmen zu überprüfen als auch die Bedürfnisse des Vogels zu kennen. Deshalb wird der Forschung über die Südinseltakahe ein hoher Stellenwert eingeräumt. Dabei soll zwar darauf geachtet werden, den Vogel nicht mehr zu stören als unbedingt nötig, jedoch darf zu Forschungszwecken die Murchison Mountains Special Area besucht werden, die sonst nur wenige Menschen betreten dürfen. Zu diesen Forschungsmaßnahmen zählt eine jährliche Feststellung der Zahl der vorhandenen Vögel, die dazu dient, die Auswirkungen von Wetterbedingungen, Raubtieren und Schutzmaßnahmen einzuschätzen und die Maßnahmen entsprechend anzupassen. Es werden die Lebensbedingungen des Vogels und seine Futterpflanzen beobachtet und Biologie und Lebensweise des Vogels werden intensiv erforscht.